# Дрезден
Дре́зден (нем. Dresden, в.-луж. Drježdźany) — город в Германии, столица Саксонии, на реке Эльбе примерно в сорока километрах от границы с Чехией. Является одним из крупнейших центров промышленности, транспорта и культуры Германии. Численность населения Дрездена составляет 573 648 человек (по состоянию 31 декабря 2023 года)
Город подразделяется на 19 округов, которые в свою очередь разделены на районы. Старый город, уничтоженный бомбардировками на исходе Второй мировой войны и частично восстановленный, расположен на левом берегу Эльбы. На правом берегу — районы Нойштадт, Пишен. Ближайшие районы на левом берегу: Котта, Блазевиц, Плауэн.
В немецкой литературе г. Дрезден получил название «Флоренция на Эльбе» (нем. Elb-Florenz), но и за рубежом город широко известен своими памятниками архитектуры в стиле барокко, великолепными собраниями живописи и других произведений искусств.

## Топоним
Название «Дрезден», как и часть названий городских районов, имеет славянские корни, от древнелужицкого drežďany («жители пойменных лесов»).

## История
Мейсенская марка 1206—1288

 Чешское королевство 1288—1316

 Маркграфство Бранденбург 1316—1319

 Мейсенская марка 1319—1423

 Курфюршество Саксония 1423—1697

 Польша-Саксония 1697—1706
 Курфюршество Саксония 1706—1709

 Польша-Саксония 1709—1763

 Курфюршество Саксония 1763—1806

 Королевство Саксония 1806—1871

 Германская империя 1871—1918

 Веймарская республика 1918—1933

 Нацистская Германия 1933—1945

 Германская Демократическая Республика 1949—1990

 Федеративная Республика Германия от 1990

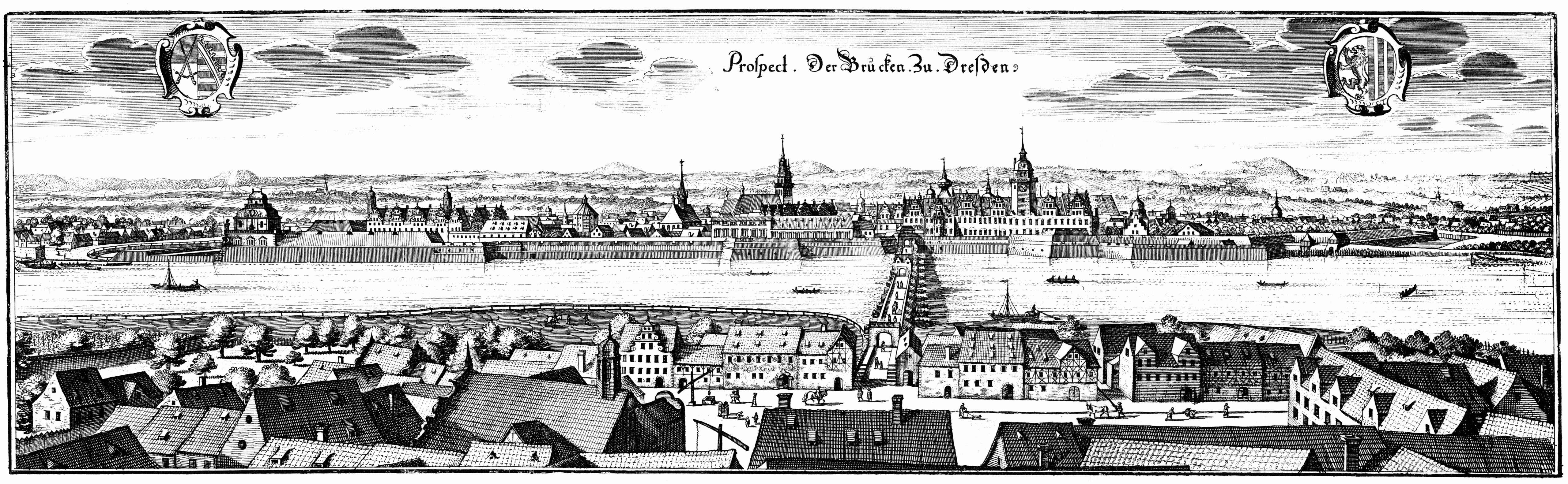
Дрезден на гравюре 1650 года

Впервые Дрезден документально упоминается в 1206 году в связи с судебным разбирательством между Майсеновской церковью и графом фон Дона из-за спорных территорий (Acta sunt hec dresdene). Как город, уже в другом документе, Дрезден упоминается в 1216 году (Acta sunt hec … in civitate nostra dresdene).
С 1270 года Дрезден стал столицей маркграфства Мейсен и был ей вплоть до объединения маркграфства Мейсен и курфюршества Саксонии в 1422 году. В 1485 году произошёл Лейпцигский раздел объединённого государства, в результате которого Дрезден снова стал столицей маркграфства Мейсен (причём маркграфы получили титул герцогов Саксонии).
В 1547 году курфюршество Саксония было вновь присоединено к Мейсену, и Дрезден оказался столицей курфюршества Саксонии. Наибольшего расцвета Саксония (и Дрезден, как её столица) достигла в начале XVIII века при Августе Сильном, который извлекал огромные доходы из управления Речью Посполитой. При нём трудами Пёппельмана и других придворных мастеров центр Дрездена приобрёл знакомый облик в стиле барокко.

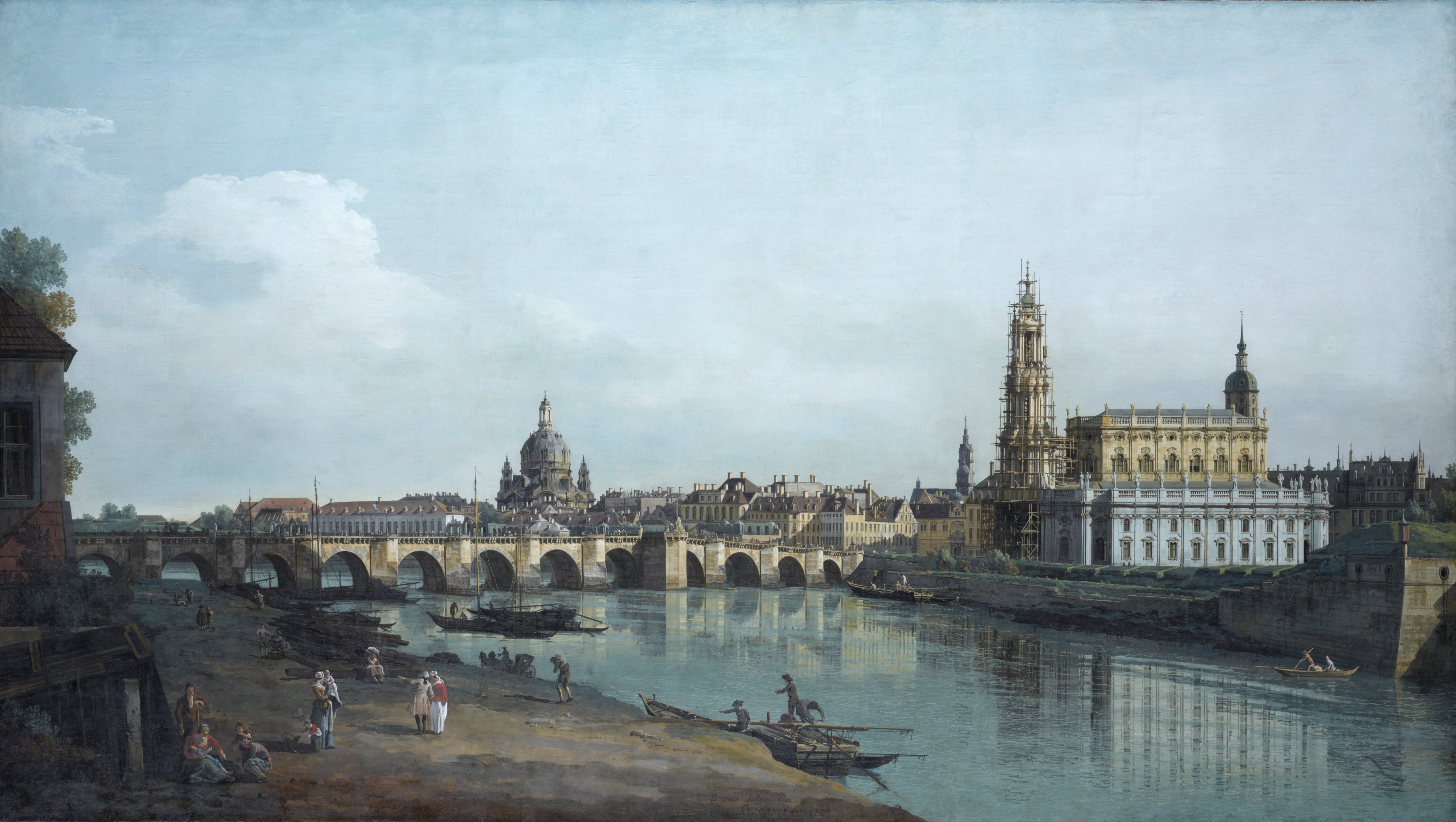
Дрезден на одной из ведут младшего Каналетто, который в 1740-е годы работал при дворе местного курфюрста.

В XVIII веке Саксония претендовала на ведущую роль среди немецких княжеств и вела постоянные войны с Пруссией. Во время Семилетней войны Дрезден был захвачен и долгое время удерживался войсками прусского короля Фридриха II. Эта оккупация нанесла большой урон городу, в частности, в 1760 году была разрушена Кройцкирхе.
26-27 августа 1813 года в ходе Шестой коалиционной войны при Дрездене произошло крупное сражение между французской армией под командованием Наполеона I и Богемской армией союзников под командованием Карла Шварценберга, победу одержали французы; в этой битве погибли два русских генерала (Ф. А. Луков и А. П. Мелиссино). В результате наполеоновских войн Саксония понесла огромные территориальные потери, значение Дрездена в политических делах Европы снизилось, но он по-прежнему считался одним из крупнейших культурных центров.
Во время революции 1849 года восставшие горожане во главе со С. Борном и М. Бакуниным изгнали из Дрездена короля, который смог вернуть себе власть, призвав на помощь прусского короля. В 1892 г. несколько предместий присоединены к городу.

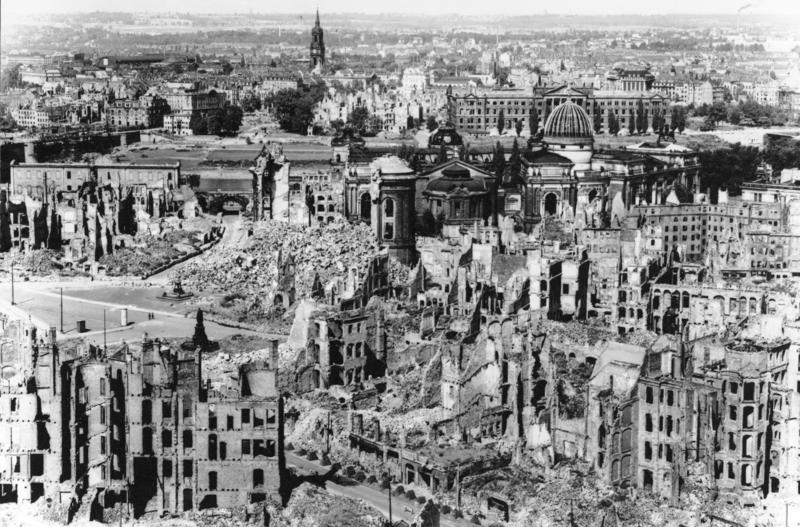
Дрезден после англо-американских бомбардировок

В конце Второй мировой войны Дрезден подвергся крупномасштабной бомбардировке. С 13 по 14 февраля 1945 года центр города был полностью разрушен в результате серии ударов английской и американской авиации. В это время Дрезден был переполнен беженцами, спасавшимися от боевых действий Восточного фронта, среди которых было много женщин и детей. По ряду причин город практически не был защищён зенитными орудиями, а авиация ПВО не смогла взлететь. Число жертв составляет до 25 тысяч человек, большинство из которых погибло в результате возникшего огненного шторма. Серьёзно пострадал дрезденский замок-резиденция, Цвингер и Опера Земпера были практически разрушены, несколько позднее обрушился купол Фрауэнкирхе. Одним из немногих выживших в этой бомбардировке стал американский писатель Курт Воннегут, впоследствии написавший знаменитый роман «Бойня номер пять», рассказывающий о вышеописанных событиях.
Дрезден был занят советскими войсками 8 мая 1945 года, в ходе Пражской операции.
После войны в Дрездене находился штаб и некоторые части 1-й гвардейской танковой армии СССР, а также гарнизонное кладбище.
После войны развалины дворцов, церквей, исторических зданий были аккуратно разобраны, все фрагменты описаны и вывезены за город. Остальные развалины были просто снесены. На месте города фактически образовалось ровная площадка с размеченными на ней границами бывших улиц и зданий. Власти ГДР построили вокруг восстанавливаемого исторического центра современные (на тот период) проспекты и многоэтажные здания. Восстановление центра заняло почти сорок лет — для этого, по возможности, использовались уцелевшие фрагменты, недостающие каменные блоки и архитектурные элементы вытёсывались заново — они заметно выделяются светлым оттенком камня. Многие ключевые здания были воссозданы только после объединения Германии.

## Население
Численность населения района по оценке на 31 декабря 2013 года составляет 530 754 человека. По данным на 31 декабря 2011 года (с учётом итогов переписи 2011) в городе жило 517 765 жителей (причём ранее на ту же дату оценивалась в 529 781 жителей).

## Географические сведения

### Климат
Климат Дрездена является умеренным, переходным от континентального к морскому. Зима мягкая, устойчивый снежный покров образуется только в относительно холодные зимы. Лето дождливое, и хотя тёплое, но короткое. Обычно в Дрездене не бывает сильной жары или морозов, но если уж они бывают, то кратковременно.
| Показатель                    | Янв.  | Фев.  | Март  | Апр. | Май  | Июнь | Июль | Авг. | Сен. | Окт. | Нояб. | Дек. | Год   |
| ----------------------------- | ----- | ----- | ----- | ---- | ---- | ---- | ---- | ---- | ---- | ---- | ----- | ---- | ----- |
| Абсолютный максимум, °C       | 16,2  | 19,7  | 24,4  | 29,5 | 31,7 | 35,3 | 36,6 | 36,9 | 33,0 | 27,1 | 19,1  | 16,4 | 36,9  |
| Средний суточный максимум, °C | 2,8   | 4,0   | 8,4   | 13,8 | 19,0 | 21,6 | 24,3 | 23,9 | 19,0 | 13,7 | 7,2   | 3,5  | 13,4  |
| Средняя температура, °C       | 0,1   | 0,9   | 4,5   | 9,0  | 13,9 | 16,7 | 19,0 | 18,6 | 14,3 | 9,8  | 4,5   | 1,1  | 9,4   |
| Средний суточный минимум, °C  | −2,3  | −1,8  | 1,3   | 4,5  | 9,1  | 12,0 | 14,2 | 13,9 | 10,6 | 6,6  | 2,2   | −1,1 | 5,8   |
| Абсолютный минимум, °C        | −25,3 | −30,5 | −17,6 | −9,6 | −3,4 | 0,6  | 6,3  | 5,3  | 1,0  | −6,9 | −13,2 | −21  | −30,5 |
| Норма осадков, мм             | 45    | 36    | 45    | 42   | 65   | 61   | 85   | 84   | 50   | 43   | 56    | 53   | 664   |
| Источник: Погода и Климат     |       |       |       |      |      |      |      |      |      |      |       |      |       |

## Экономика

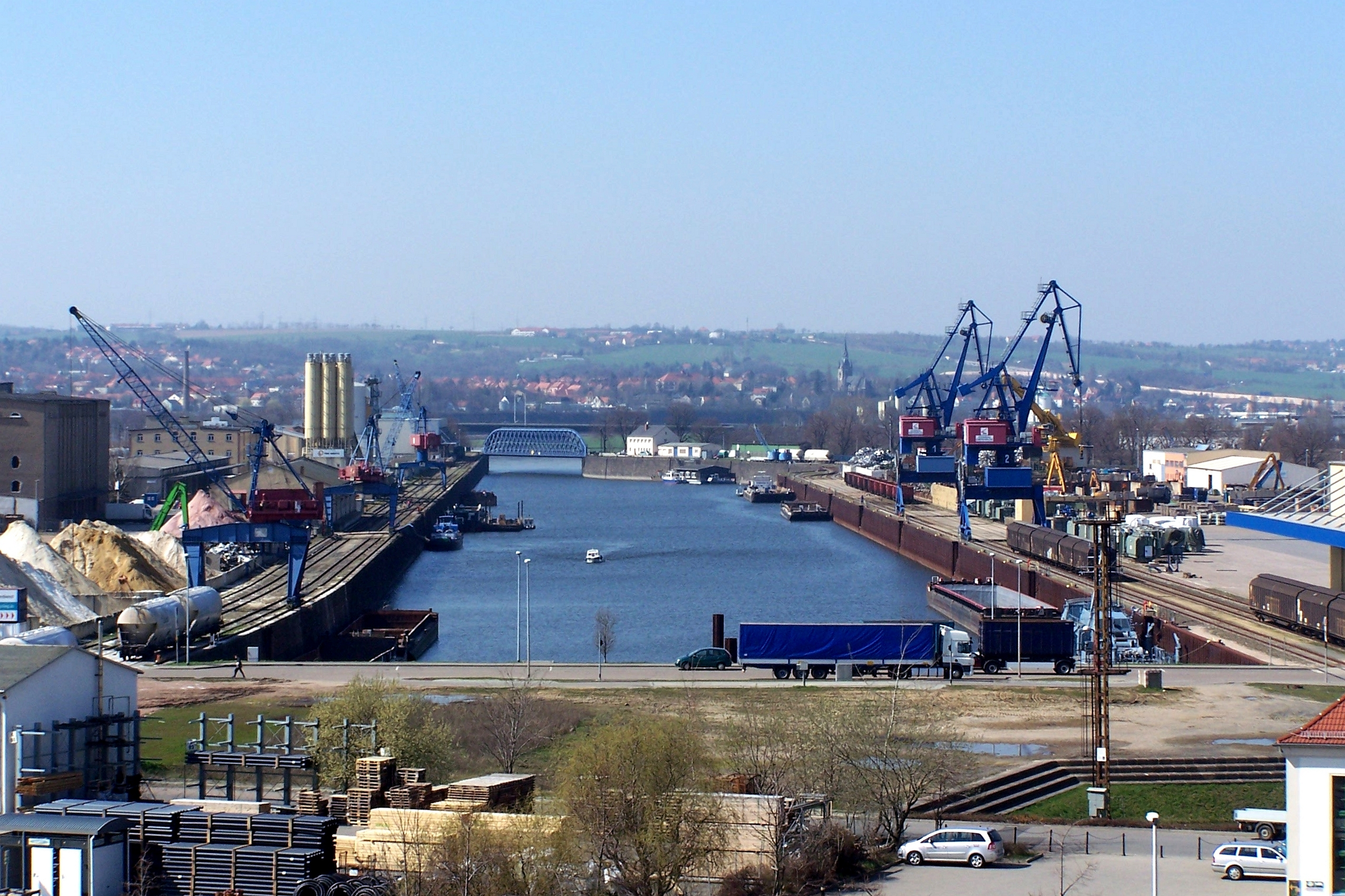
Дрезденский порт Альбертхафен

Экономика Дрездена основывается на работе порта и производстве высокотехнологичных товаров, таких как: специализированное оптическое и медицинское оборудование, оборудование для торговли, компьютеры, музыкальные инструменты, машинное оборудование и инструменты. В близлежащем городе Фрайталь, на «фарфоровой мануфактуре Дрезден» (нем. Die Sächsische Porzellan-Manufaktur Dresden GmbH) с 1872 года производится знаменитый дрезденский фарфор.

### Промышленность

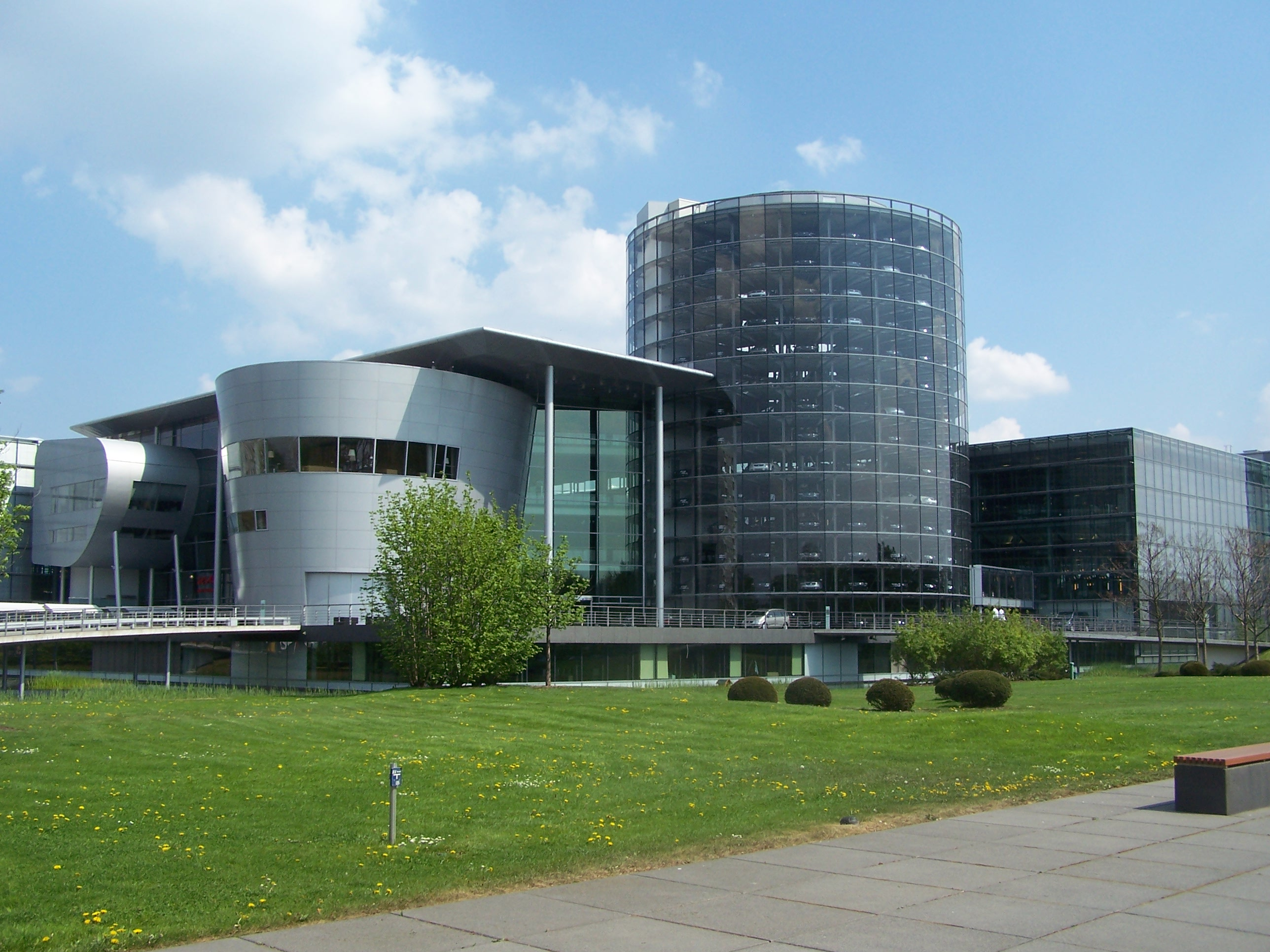
Автомобильный завод

Дрезден является центром «Саксонской кремниевой долины»: здесь базируются крупные фабрики по производству процессоров компаний Intel, NXP Semiconductors, Infineon, Bosch и GlobalFoundries, а также завод оборудования для производства полупроводников компании Applied Materials и центр инноваций в области сотовой связи компании Vodafone. В электронной промышленности «Саксонской кремниевой долины» занято около 2300 предприятий с более чем 65 тысячами рабочих мест.
В центре города расположена Gläserne Manufaktur «Фольксвагена» по производству электромобилей. Ранее на предприятии индивидуально собирали дорогие автомобили VW Phaeton в присутствии заказчика. Все стены этого здания прозрачные — теперь это одна из многочисленных достопримечательностей города.
В Дрездене также расположены несколько предприятий аэрокосмической отрасли, в том числе Elbe Flugzeugwerke GmbH (ранее носившее название VEB Flugzeugwerke Dresden). Завод являлся единственным в ГДР производителем авиационной техники, в том числе Baade 152, первого реактивного пассажирского самолета, разработанного в Германии. После окончания серийного производства Ил-14 и Baade 152 здесь производился ремонт самолетов и вертолетов военно-воздушных сил стран Восточного блока. В настоящее время компания является совместным предприятием ST Engineering и концерна Airbus.

### Транспорт

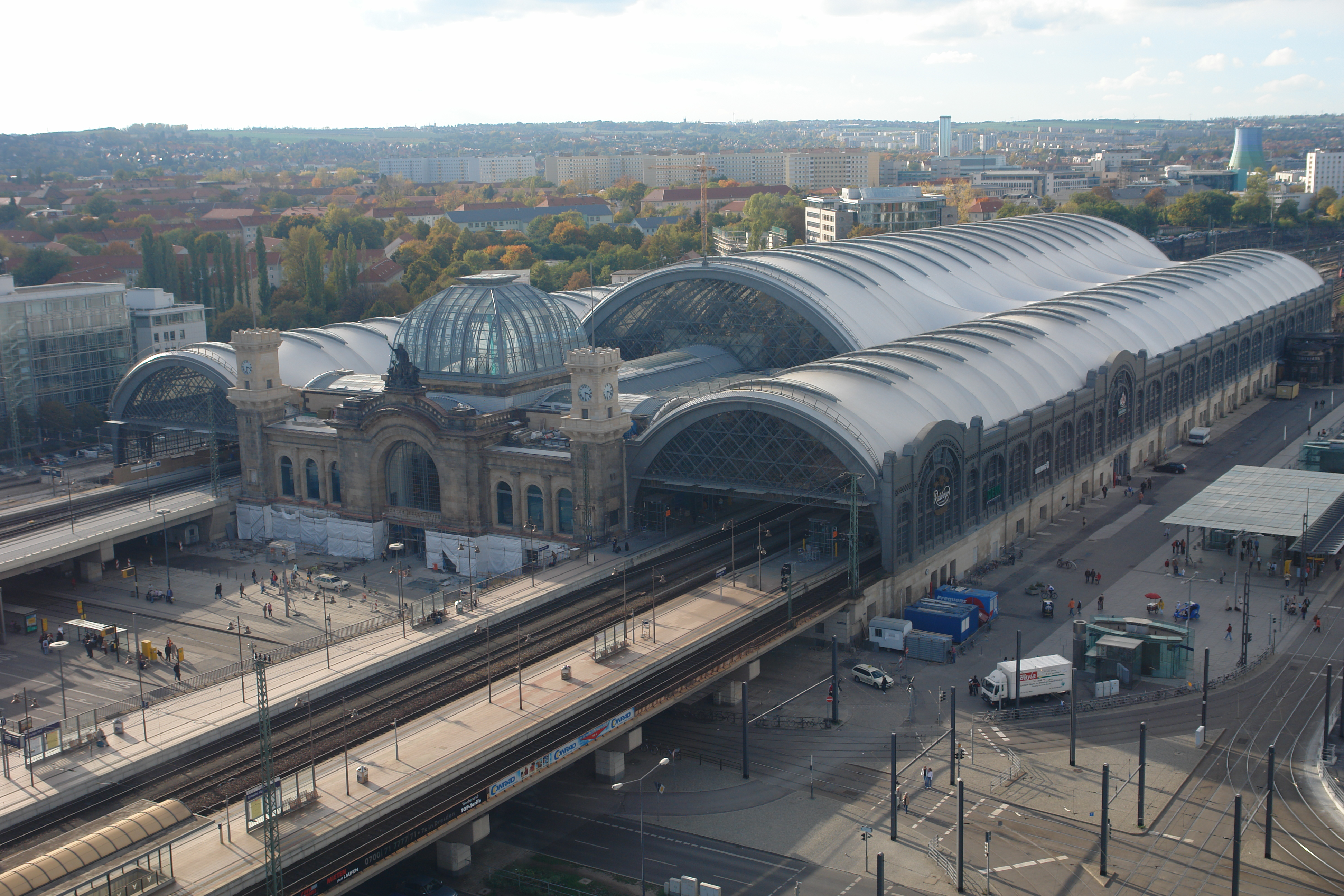
Главный вокзал Дрездена

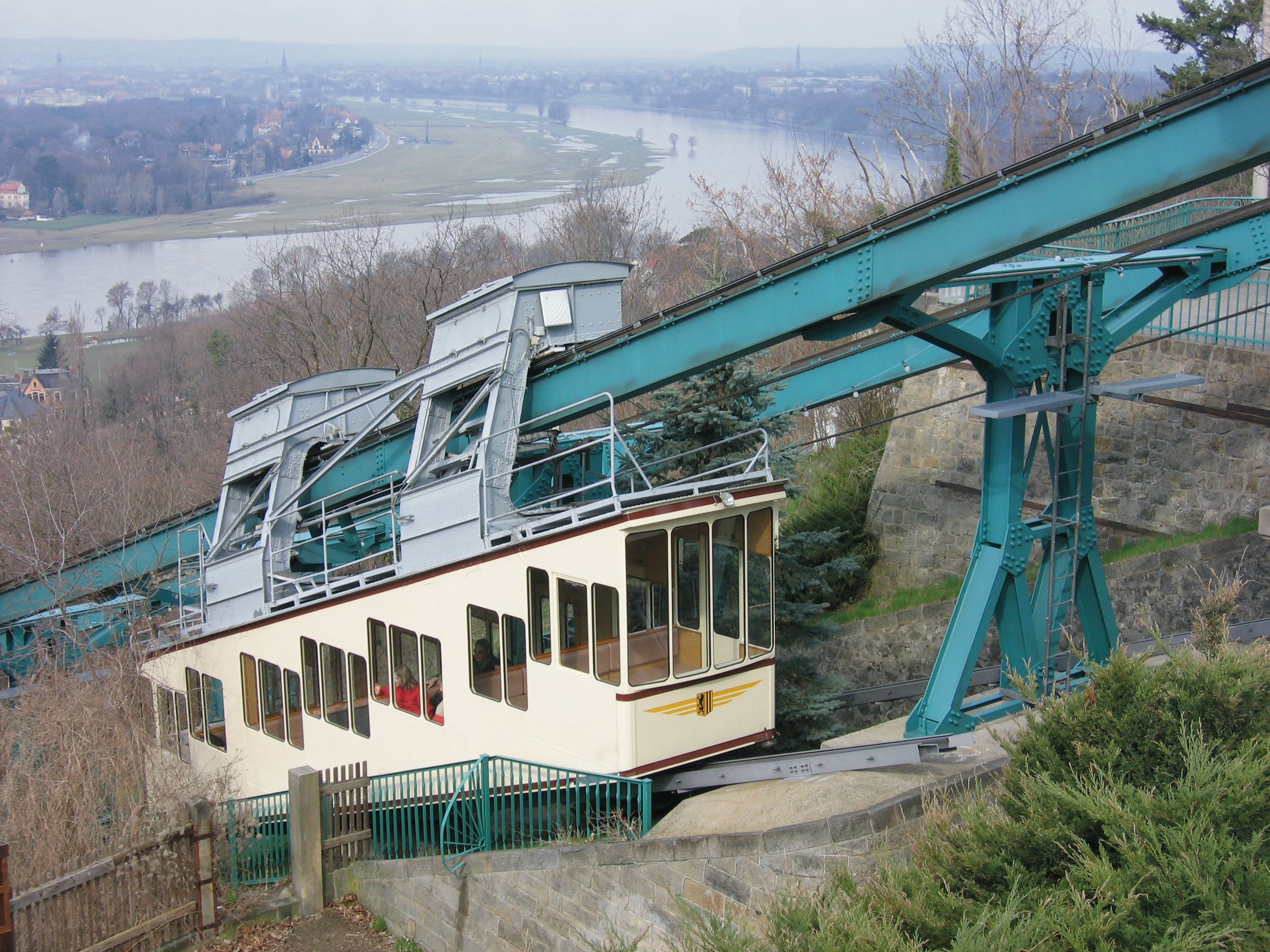
Дрезденская подвесная дорога (Schwebebahn)

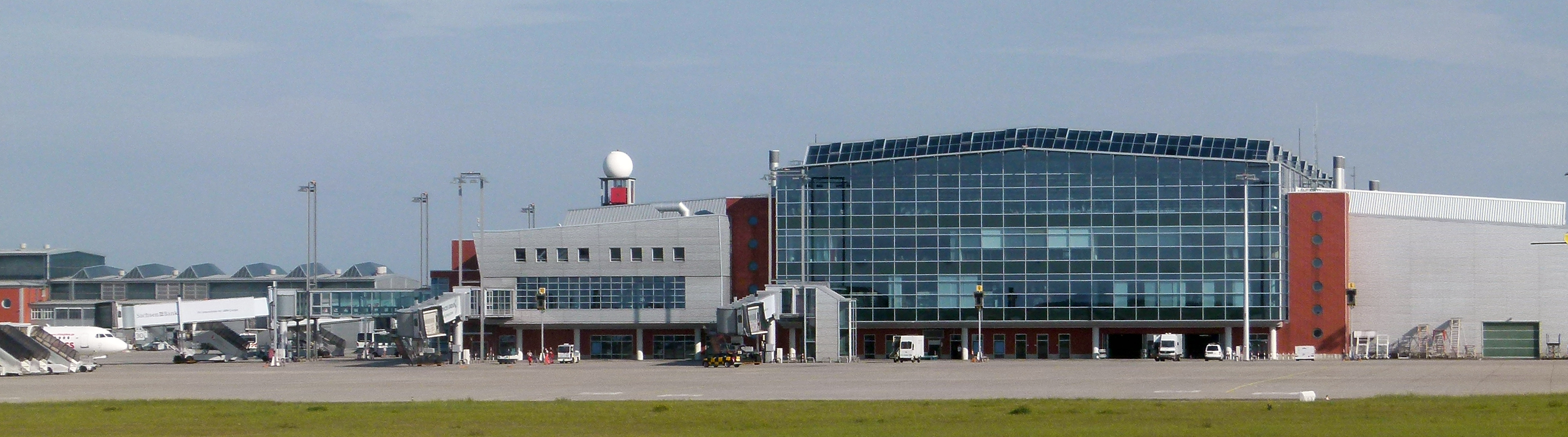
Международный аэропорт Дрездена

Основными видами городского транспорта в Дрездене являются трамвай и автобус.
Дрезден является крупным железнодорожным узлом. Здесь сходятся железнодорожные линии пяти направлений. На скоростном поезде EC можно добраться до Берлина за 2 часа 10 минут.
В Дрездене находится аэропорт (Дрезден Клоче), удобно связанный с городом пригородной железной дорогой (S-Bahn S2, 21 мин. езды до главного вокзала). Осуществлялись в том числе прямые рейсы Дрезден — Москва 2-3 раза в неделю.
В районе Лошвиц также проходят исторические горные железные дороги: Дрезденский фуникулёр (Standseilbahn), который перевозит пассажиров из Лошвица до района Вайссер Хирш и Дрезденская подвесная дорога (Schwebebahn) до района Оберлошвиц, с горной станции которого открывается прекрасный вид на город и юго-западные окрестности.
По Эльбе курсируют пароходы и обеспечивают туристическое сообщение вверх по Эльбе в Саксонскую Швейцарию и вниз по Эльбе в Майсен. Дрезден также является остановкой для пассажирских судов операторов речных круизов.
Помимо 4 мостов (Голубое чудо, Вальдшлоссерн, мост Альберта, мост Карола) в городе есть три парома, которые позволяют переправляться через Эльбу: из районов Йоханнштадт в Нойштадт, из Нидерпойритц в Альттолкевиц и из Кляйншахвиц в Пильниц.
С другими городами Германии и Чехии Дрезден также связан автобусным сообщением, осуществляющимся разными перевозчиками.

## Туризм

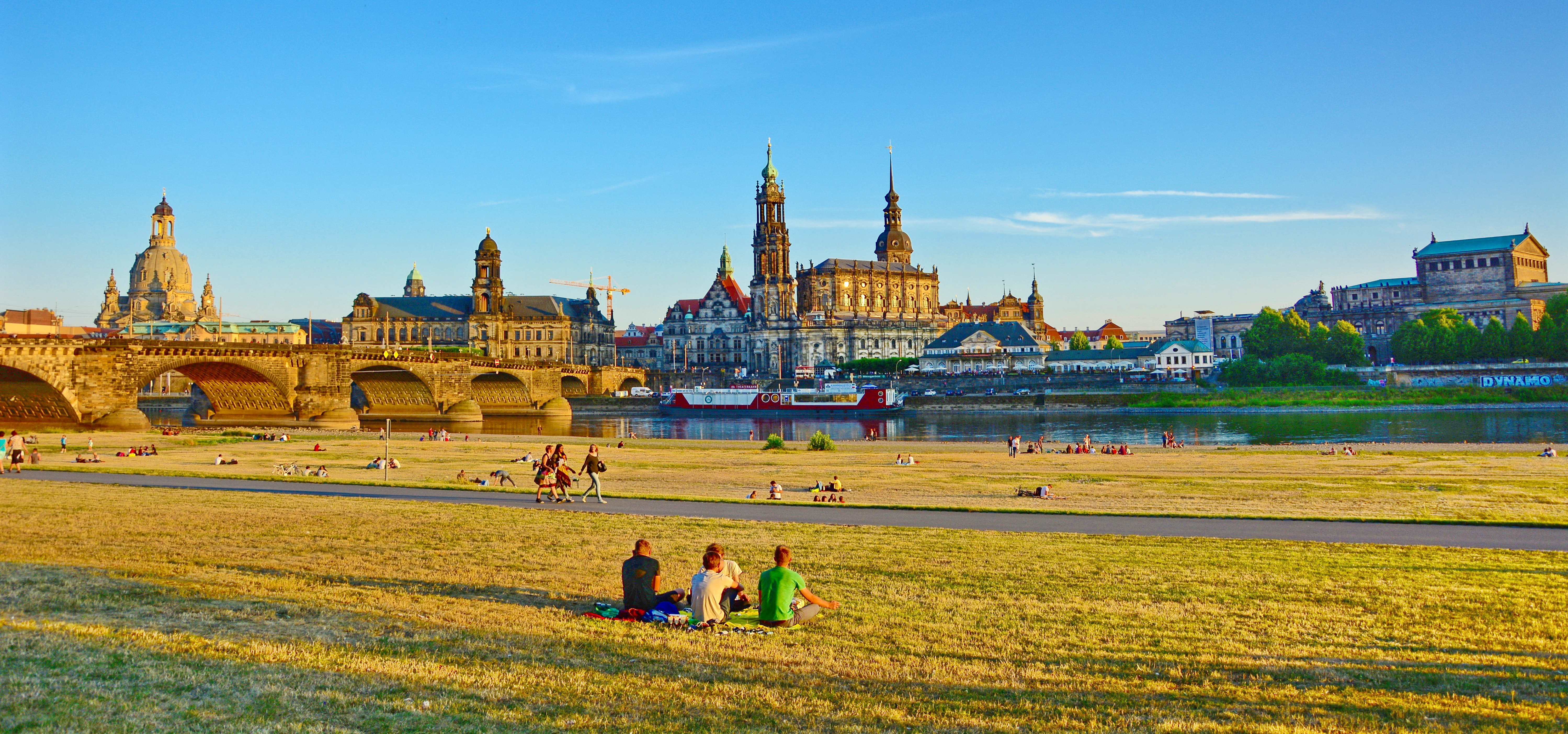
Панорама «Флоренции на Эльбе»

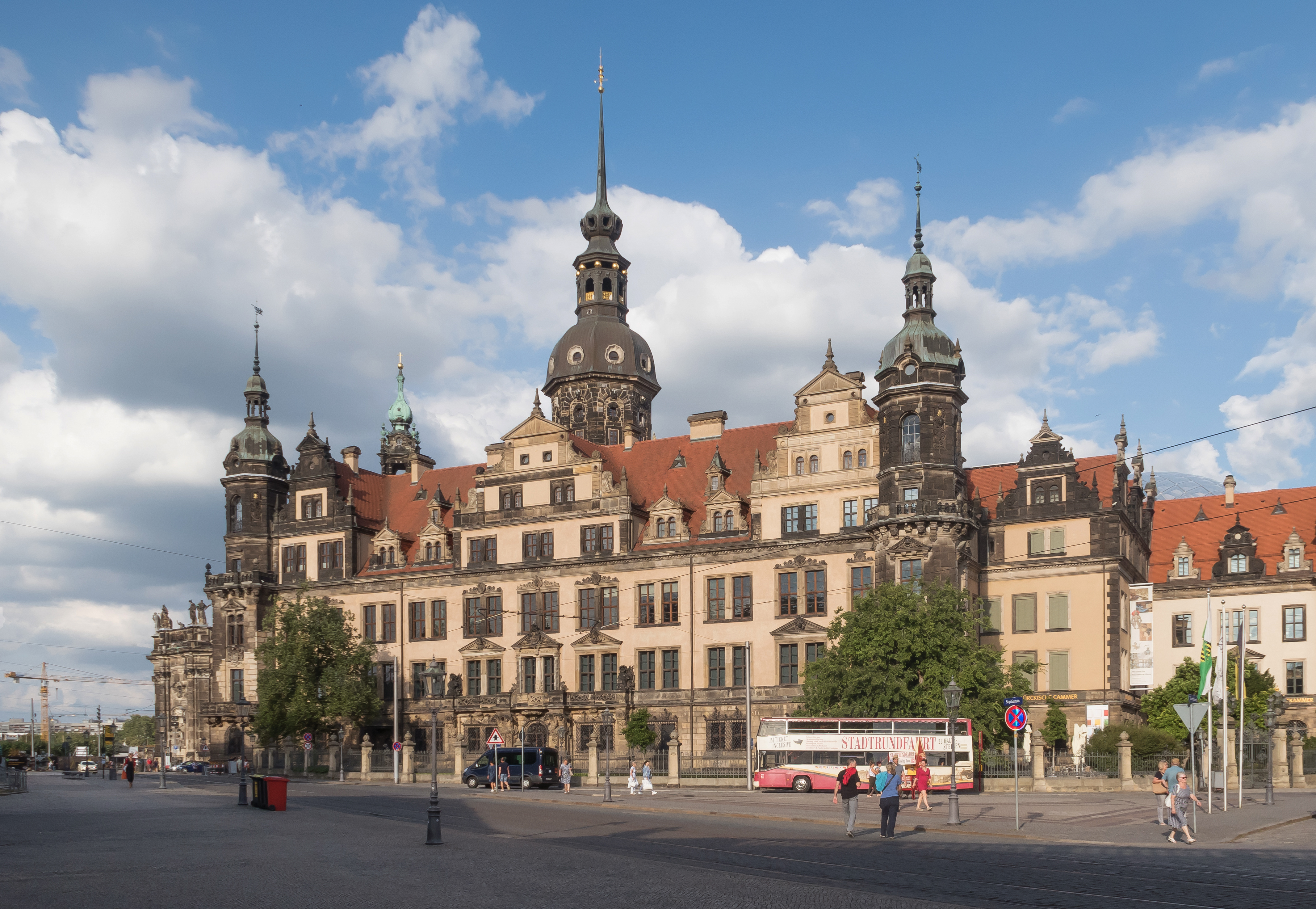
Дрезденский замок-резиденция

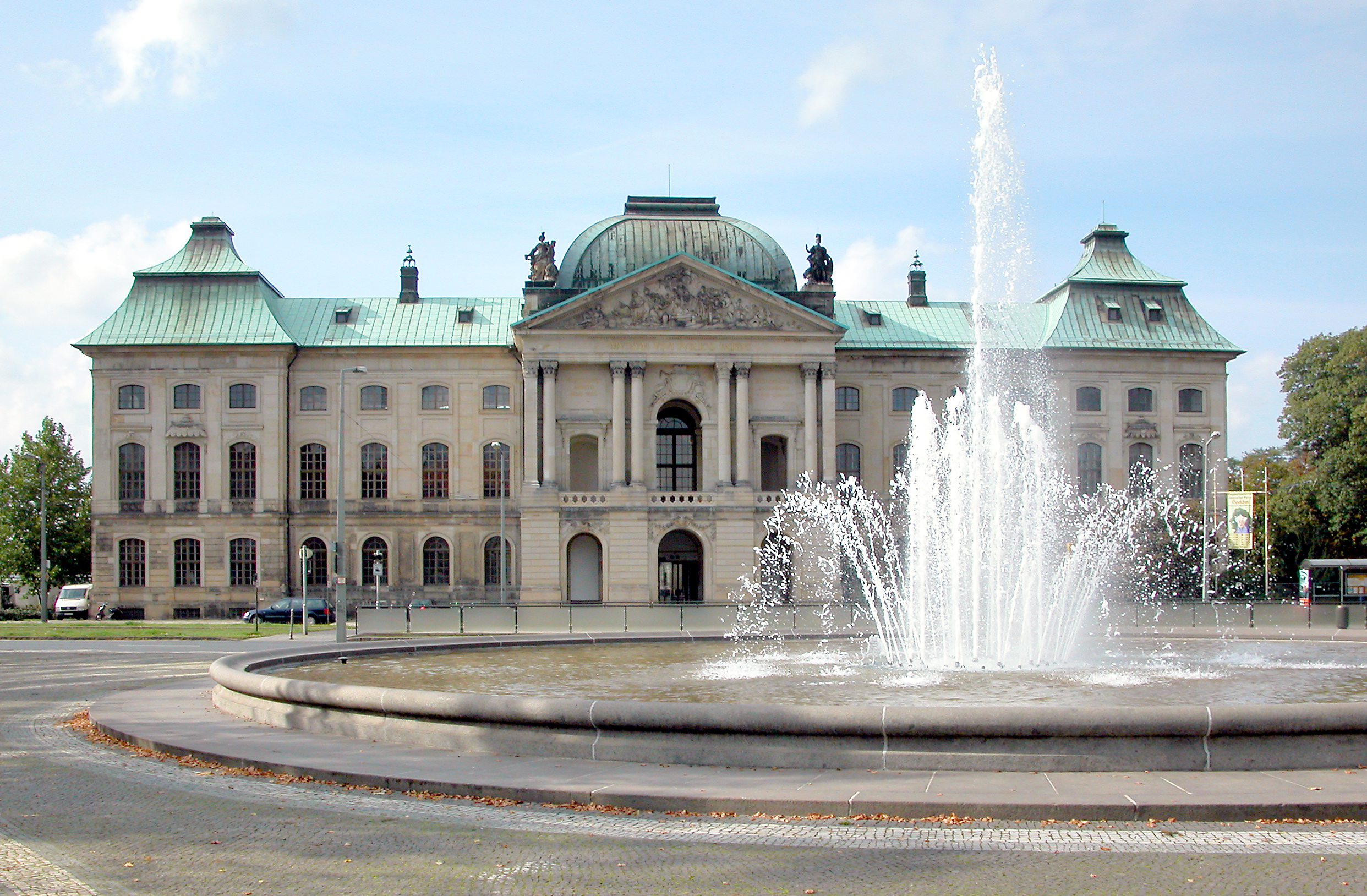
Японский дворец

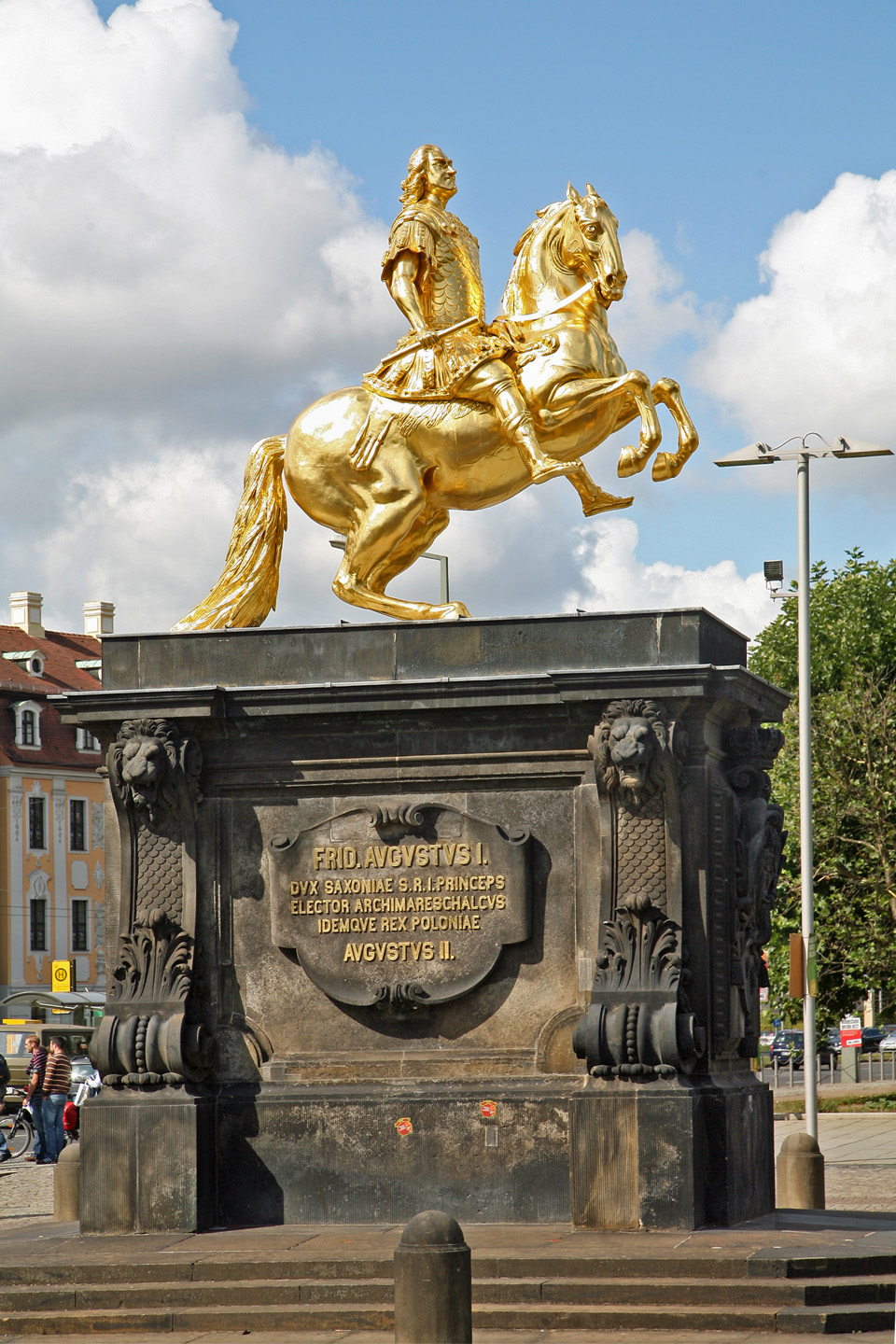
Золотой всадник

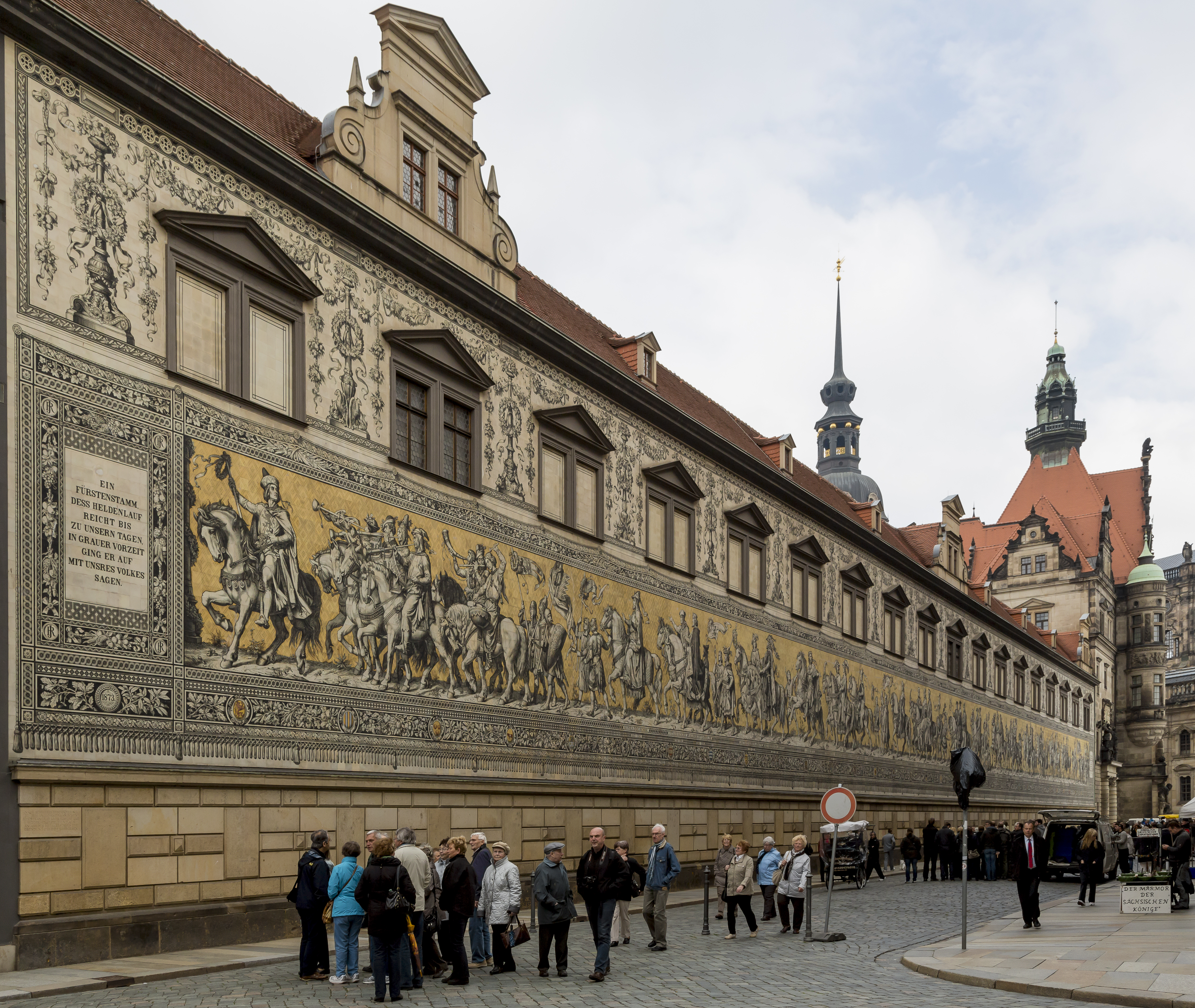
Керамическое панно «Шествие князей»

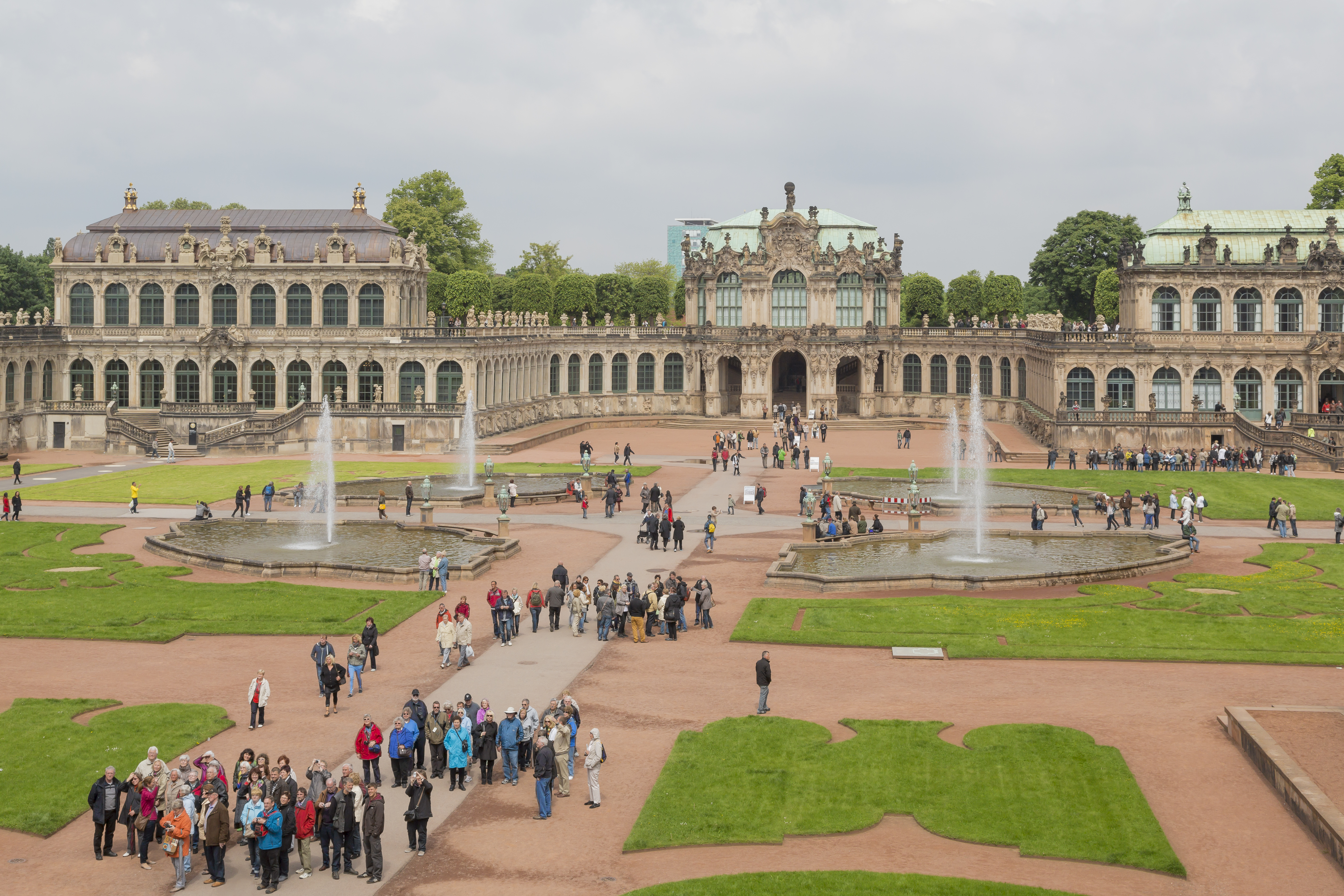
Дворец Цвингер

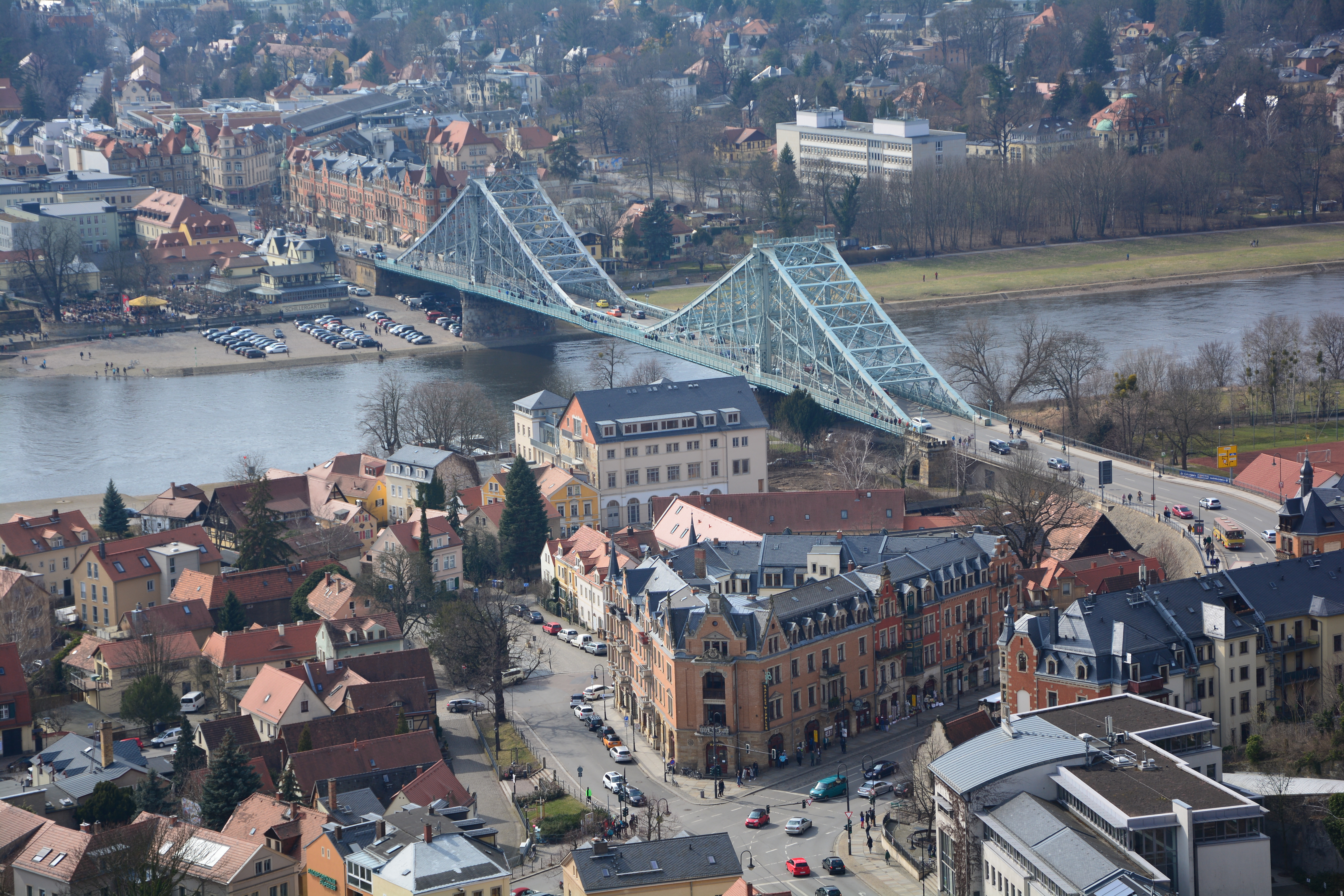
Мост Голубое чудо

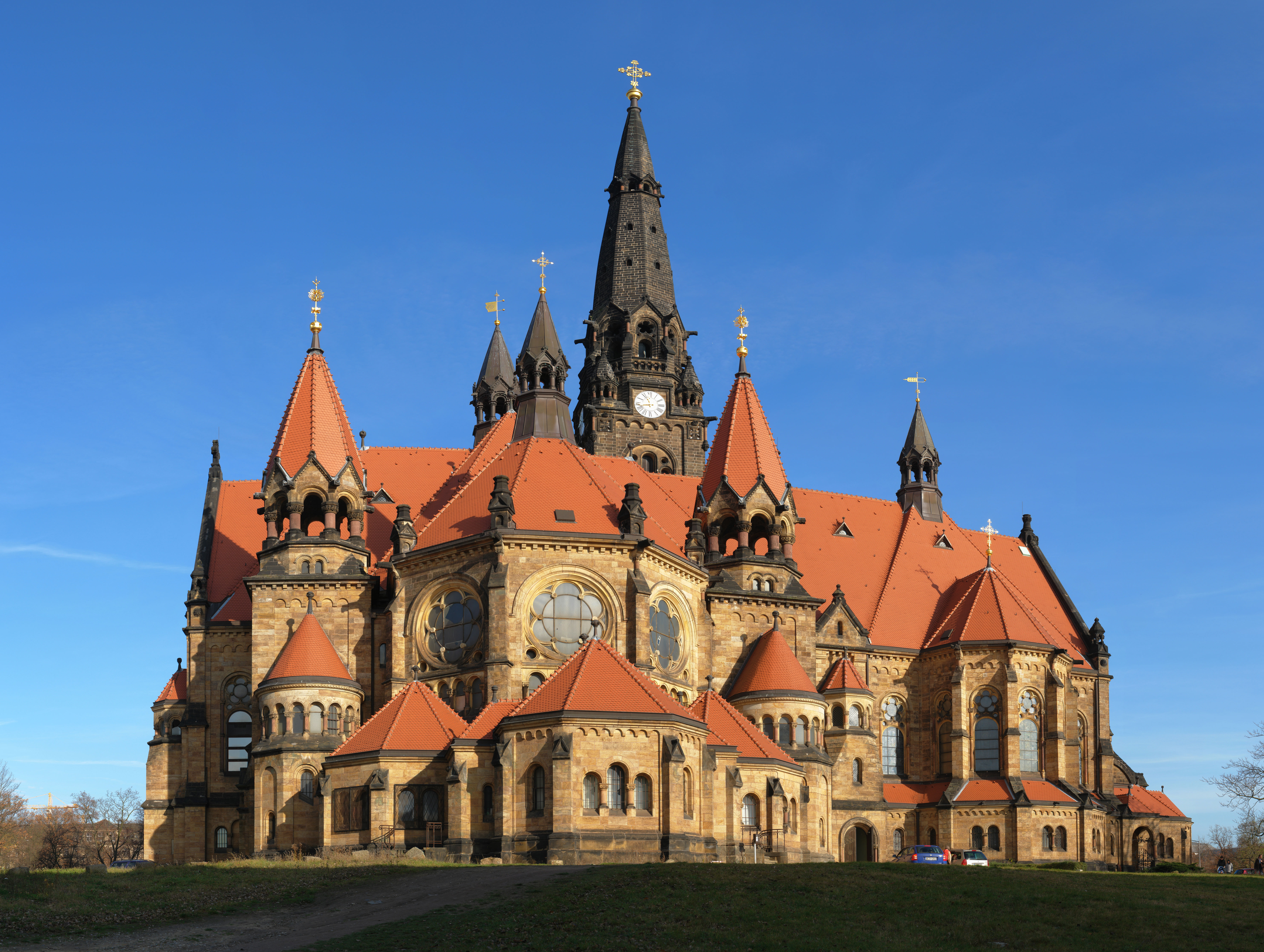
Гарнизонная церковь

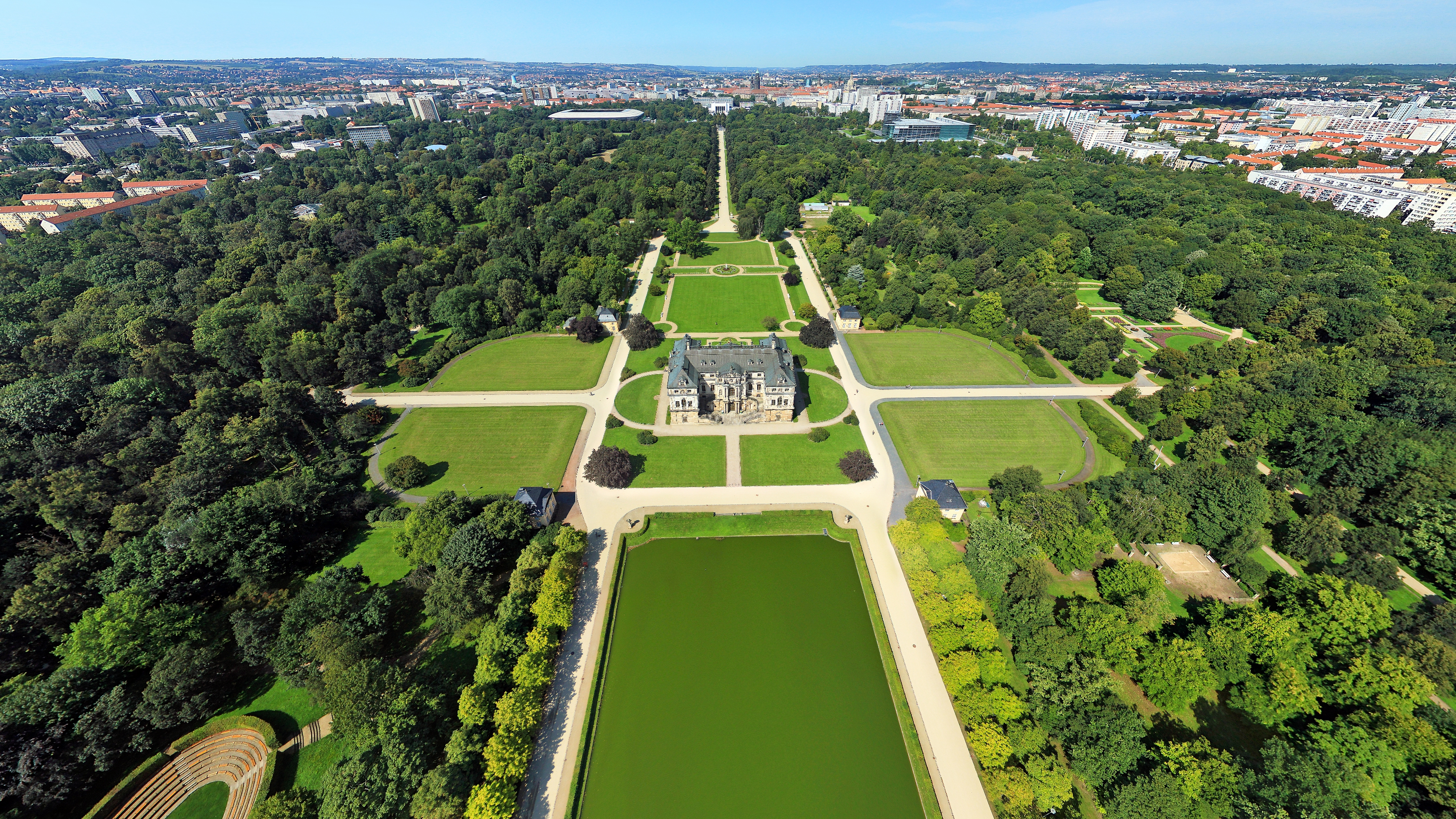
Гросер-гартен (Большой сад)

Основные памятники Дрездена вытянулись вдоль Эльбы. В 1893 г. через неё был перекинут мост, за свою элегантность прозванный «Голубое чудо». Туристические поездки по реке совершает флотилия старинных колёсных пароходов, именуемая «Белый флот» (Weiße Flotte). До 2009 года вся долина Эльбы входила в список мирового культурного наследия ЮНЕСКО, однако затем была исключена из него: это произошло по причине строительства нового моста через Эльбу в исторической части города.
В городе находятся всемирно известные собрания предметов искусства — Дрезденская галерея, Грюнес Гевёльбе, Оружейная палата. Большое количество массовых мероприятий, которые ежегодно проходят в Дрездене, привлекают множество туристов как из Германии, так и со всего мира. Дрезден — один из наиболее посещаемых туристами городов Германии (8 млн в 2009 году). Среди иностранных туристов, посещающих Дрезден, лидируют по численности россияне, поляки и итальянцы.
Площадь города на 63 процента покрыта лесами и парками. Самым большим парком является «Гросер Гартен» в самом центре, площадь которого составляет 1,8 км². На севере город огражден лесом «Дрезднер Хайде».
Молодёжная культурная жизнь сосредоточена в районе Дрезден-Нойштадт, в котором находится множество ночных клубов, галерей, ресторанов и кафе. В 1990—1993 часть Нойштадта была местом "«разноцветной республики Нойштадт», самопровозглашенной молодёжной микронации.
В начале XXI века в центре Дрездена открылись крупные торговые центры (Centrum-Galerie, Altmarkt-Galerie, Neumarkt-Galerie, Prager Strasse) со множеством магазинов и бутиков в разной ценовой категории. Благодаря этому Дрезден стал притягивать покупателей не только со всей Саксонии, как прежде, но также из соседних Чехии и Польши.

### Основные достопримечательности
- Дрезденский замок-резиденция (XV—XIX вв.) — резиденция саксонских монархов (до 1918 года). Ныне в здании расположены ряд музеев — Оружейная палата, Монетный кабинет, Физико-математический салон с коллекцией старинных глобусов, ювелирное собрание Грюнес Гевёльбе.
- Дворец Цвингер (1710—1728) — ансамбль в стиле барокко, шедевр Маттеуса Пёппельманна. В середине XIX века архитектор Готфрид Земпер пристроил к ансамблю неоренессансный корпус для размещения знаменитой картинной галереи. Также во дворце размещен Музей фарфора.
- Японский дворец (1715—1741) — сооружение в стиле барокко, на правом берегу Эльбы.
- Замок Пильниц (1722—1765) — барочный дворцовый ансамбль на берегу Эльбы, в так называемом «китайском стиле» (архитектор Маттеус Пёппельманн. Загородная резиденция саксонских королей. Находится примерно в 10 километрах от центра Дрездена.
- Фрауэнкирхе (1726—1743) — протестантская церковь в стиле барокко. Архитектор Георг Бер. Здание практически было разрушено в 1945 году (остались две стены) и стояло в руинах да 1993 года, как памятник бомбардировкам Дрездена. Воссоздана в 1993—2005 гг. по чертежам Бера, без использования современных материалов.
- «Золотой всадник» (1735) — конная статуя курфюрста Саксонии и короля Польши Августа Сильного.
- Хофкирхе или Кафедральный собор св. Троицы (1738—1756) — католический собор в стиле барокко, бывшая придворная церковь и усыпальница саксонских монархов. Ныне главный храм епархии Дрезден-Мейсена Римской католической церкви. Архитектор Гаэтано Кьявери.
- Церковь Св. Креста (1764—1800) — протестантская церковь в стиле барокко.
- Терраса Брюля с парадной лестницей (1814, арх. Г. Ф. Тормейер) и пышными зданиями в стиле необарокко: Саксонский парламент (1901—1907), Академия художеств (1884—1894), музей Альбертинум (1884—1887) и т. д.
- Гауптвахта (1830—1833) — сооружение в стиле классицизма. Архитектор Карл Шинкель.
- Холерный фонтан (фонтан Гутшмидта)[30] — фонтан, установленный в центре Дрездена в 1843 году на пожертвования барона фон Гутшмидта в знак благодарности за то, что город пощадила первая пандемия холеры[31]. Фонтан-обелиск из песчаника (высотой 18 м) богато украшен скульптурами. Фонтан украшают четыре статуи: Видукинда Саксонского (первый крещёный правитель Саксонии), святого Бонифация (апостол Германии), Иоанна Крестителя и святой Елизаветы Венгерской. Чашу фонтана держат на своих плечах фигуры четырёх бородатых гномов.
- Опера Земпера (1881—1887) — одно из самых помпезных театральных зданий Европы, шедевр необарокко. Архитектор Готфрид Земпер. Сильно пострадал в 1945 году, стоял в руинах до 1977 года. Капитально отреставрирован в 1977—1985 гг.
- Мост «Голубое чудо» (1891—1893) — вантовый мост через Эльбу, соединяющий районы Блазевиц и Лошвиц.
- «Шествие князей» (1904—1907) — керамическое панно с изображением всех правителей Саксонии из династии Веттинов. Установлено на здании замка-резиденции и считается крупнейшим фарфоровым панно в мире.
- Новая ратуша (1905—1910) со 100-метровой башней. Частично разрушено в 1945 году, восстановлено в 1950-е годы.
- Мост Августа (1907—1910, на месте одноимённого моста 1731 г.) — соединяет Старый город с Новым, или Нойштадтом. На площади у моста (со стороны Нового города) с 1735 г. высится конный памятник Августу Сильному — т. н. «Золотой всадник».

### Прочие храмы
- Церковь трёх царей (1732—1739) на правом берегу Эльбы, в Новом городе
- Церковь Св. Анны (1760-е)
- Церковь Симеона Дивногорца (1874), православная (РПЦ)
- Гарнизонная церковь св. Мартина (1893—1907), католическая.
- Церковь Христа (1903—1905)

### Прочие дворцы
- Дворец Ташенберг (XVIII в.) — сооружение в стиле барокко, построенное курфюрстом Августом Сильным для своей фаворитки графини Козель, позже вернулся короне и был резиденцией монархов во времена многократных реконструкций замка-резиденции. Разрушен в 1945 году, стоял в руинах до 1990-х, когда его восстановила сеть отелей Kempinski.
- Летний дворец в Гросер-гартене, или Большом саду (1678—1680, арх. И. Г. Штарке)
- Курляндский дворец (1729, разрушен в 1945, воссоздан в 2008) — первая в Саксонии постройка в стиле рококо
- Эльбские замки середины XIX века в районе Лошвиц

### Утраченные здания
- Церковь Святой Софии (XIV—XIX вв.) — единственная готическая постройка Старого города. Здание было разрушено в 1945 году, руины разобраны в 1962 г. О месте её нахождения на Почтовой площади напоминает небольшая часовня.

### Торговые и промышленные здания
- Гевандхаус (Дрезден)[нем.] (1768—1770), с 1967 служит гостиницей
- Бывшая сигаретная фабрика Йенидце (1907), стилизованная под мечеть
- Молочная лавка «Пфундс Молкерай»

### Окрестности
Также окрестности Дрездена привлекают множество туристов:
- Мейсен — прежняя столица Саксонии, сохранившая старинную застройку и ренессансный замок курфюрстов. Первый в Европе центр производства фарфора. При мануфактуре находится большой музей, в котором можно познакомиться с изделиями фабрики и основами производства.
- Саксонская Швейцария — массив песчаниковых гор, национальный парк с прекрасными видами
- Крепость Кёнигштайн — одна из самых больших крепостей Центральной Европы
- Замок Морицбург — охотничий замок Августа Сильного, в котором между прочим снимался фильм-сказка «Три орешка для Золушки».
- Фрайберг — старинный горняцкий город с хорошо сохранившейся средневековой застройкой.
- Баутцен — город с хорошо сохранившейся исторической застройкой (включая крепость), центр верхнелужицких славян. Недалеко от него, в пригороде Кляйнвелка, находится Парк динозавров.
- Радебойль — город в 2 км от Дрездена, называемый благодаря своим богатым виллам (вроде Вакербарта) также Саксонской Ниццей; центр саксонского виноделия.
- Рудные горы — изобилуют маршрутами для пеших походов и горнолыжного спорта.
- Многочисленные замки и крепости, например замок Веезенштайн, крепость Штольпен.

Удобное географическое положение Дрездена позволяет использовать его как отправную точку для туристических поездок в другие города (такие как Берлин, Лейпциг, Гёрлиц, Прага, Карловы Вары), которые расположены лишь в 1—2 часах езды на поезде или автомобиле.

## Культура и искусство

### Театры

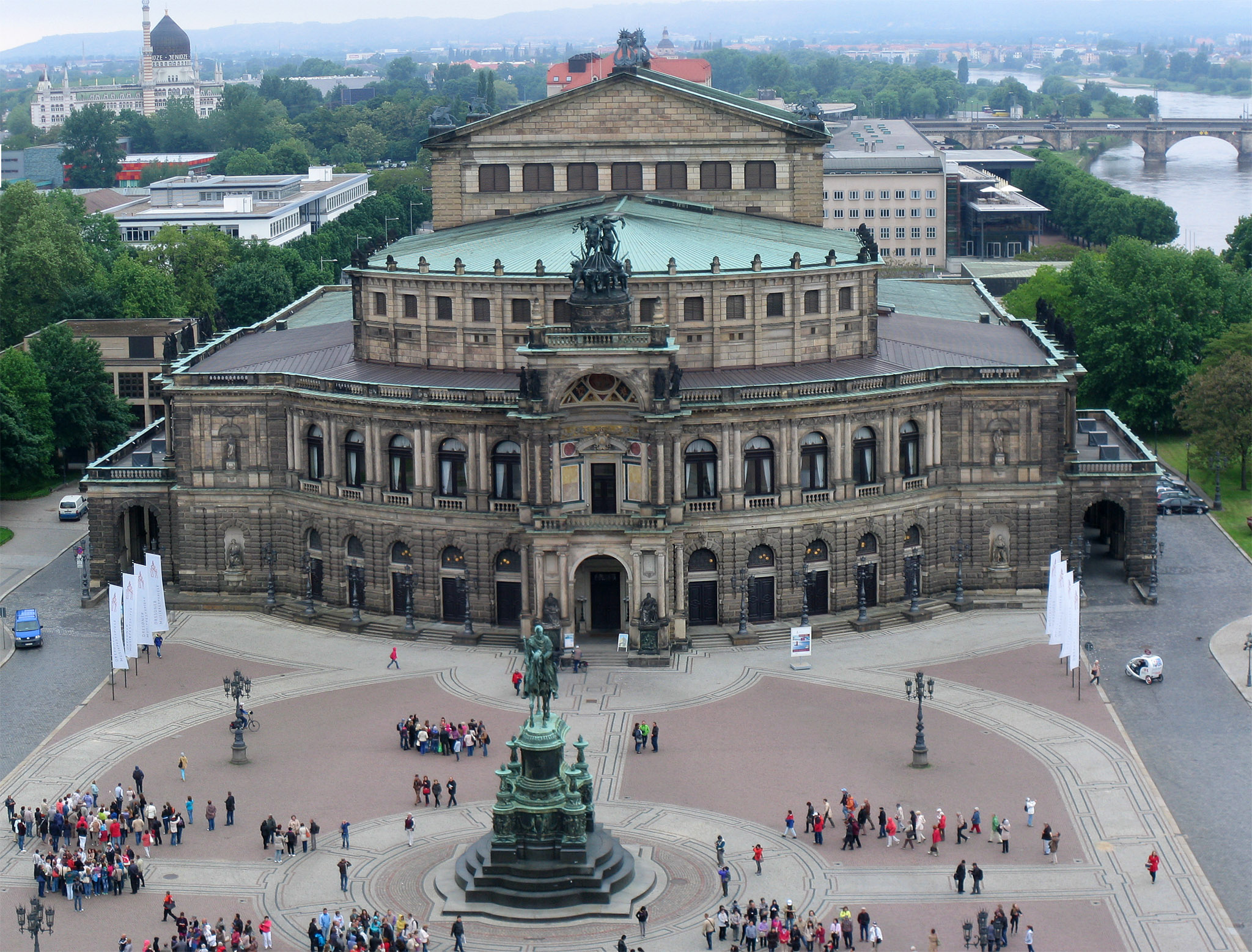
Дрезденская опера (Земперопер)

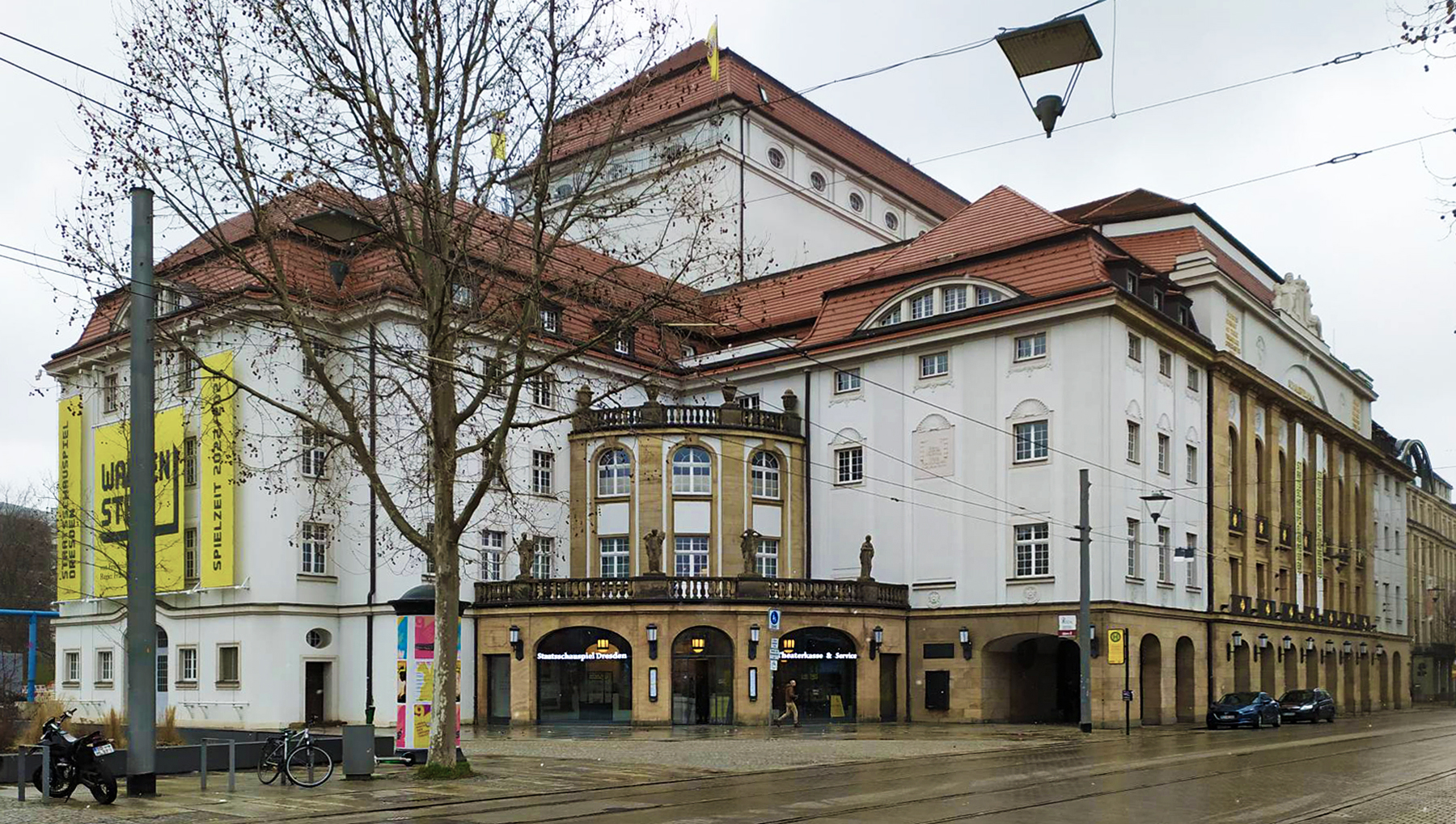
Государственный драматический театр

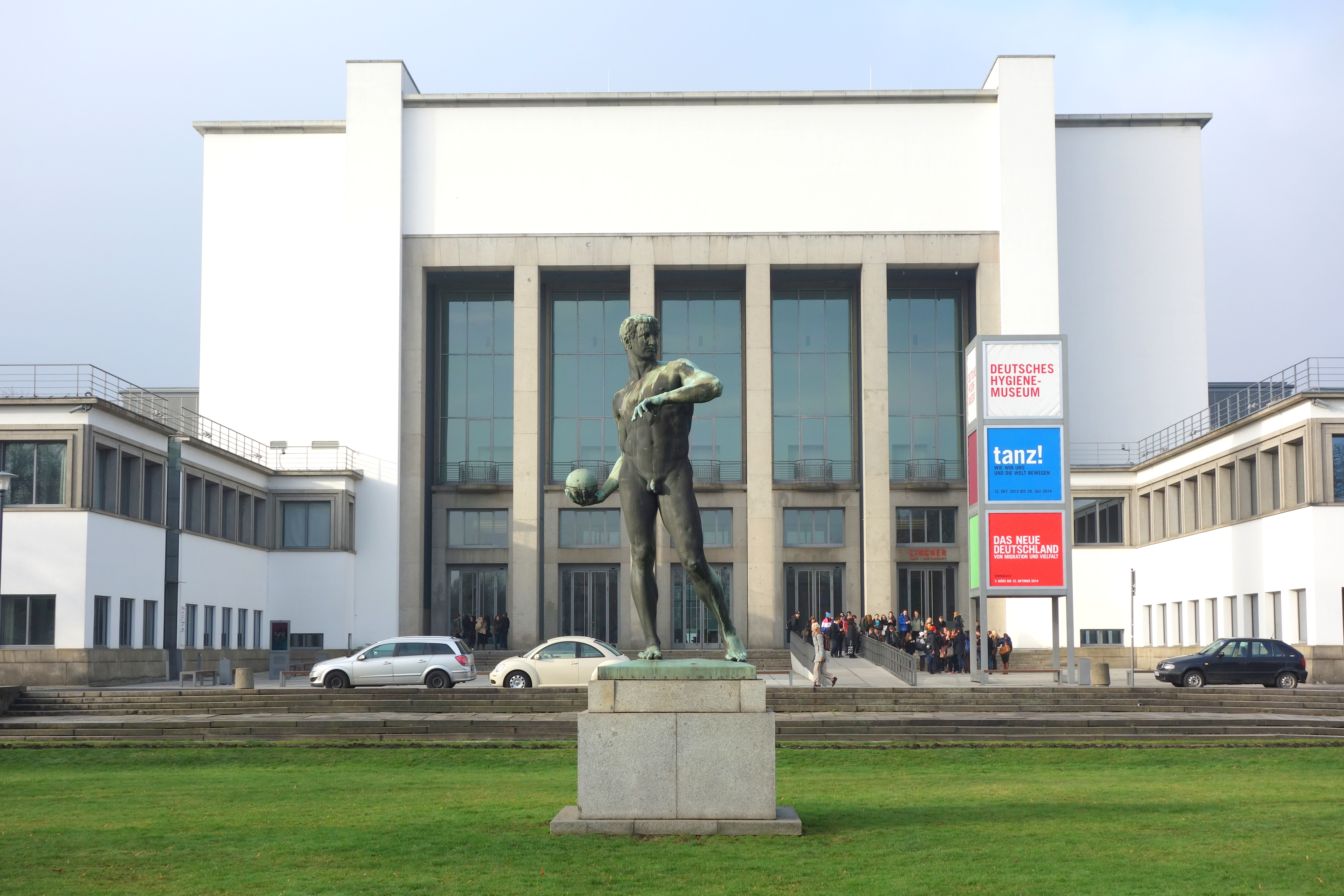
Немецкий музей гигиены

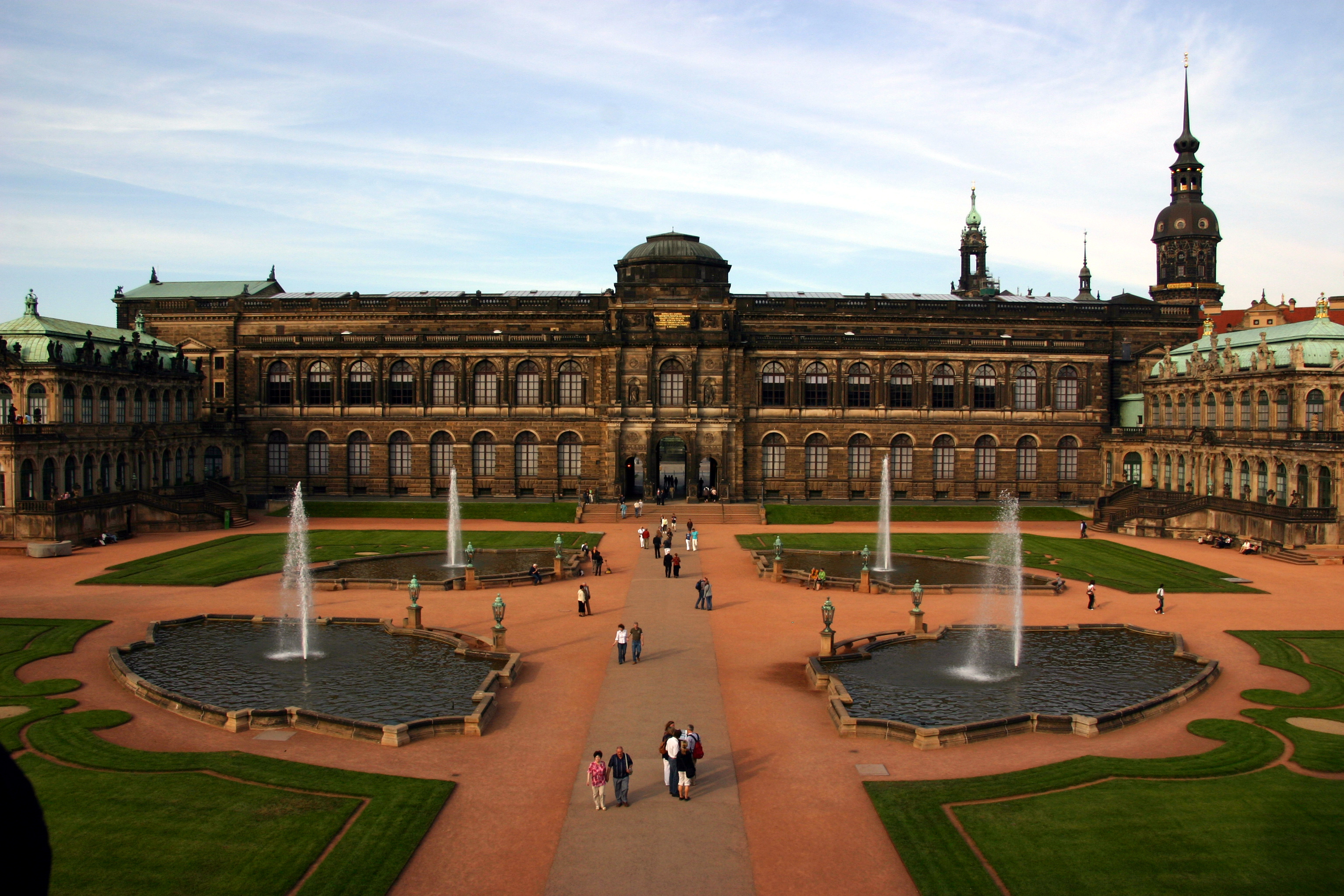
Галерея старых мастеров

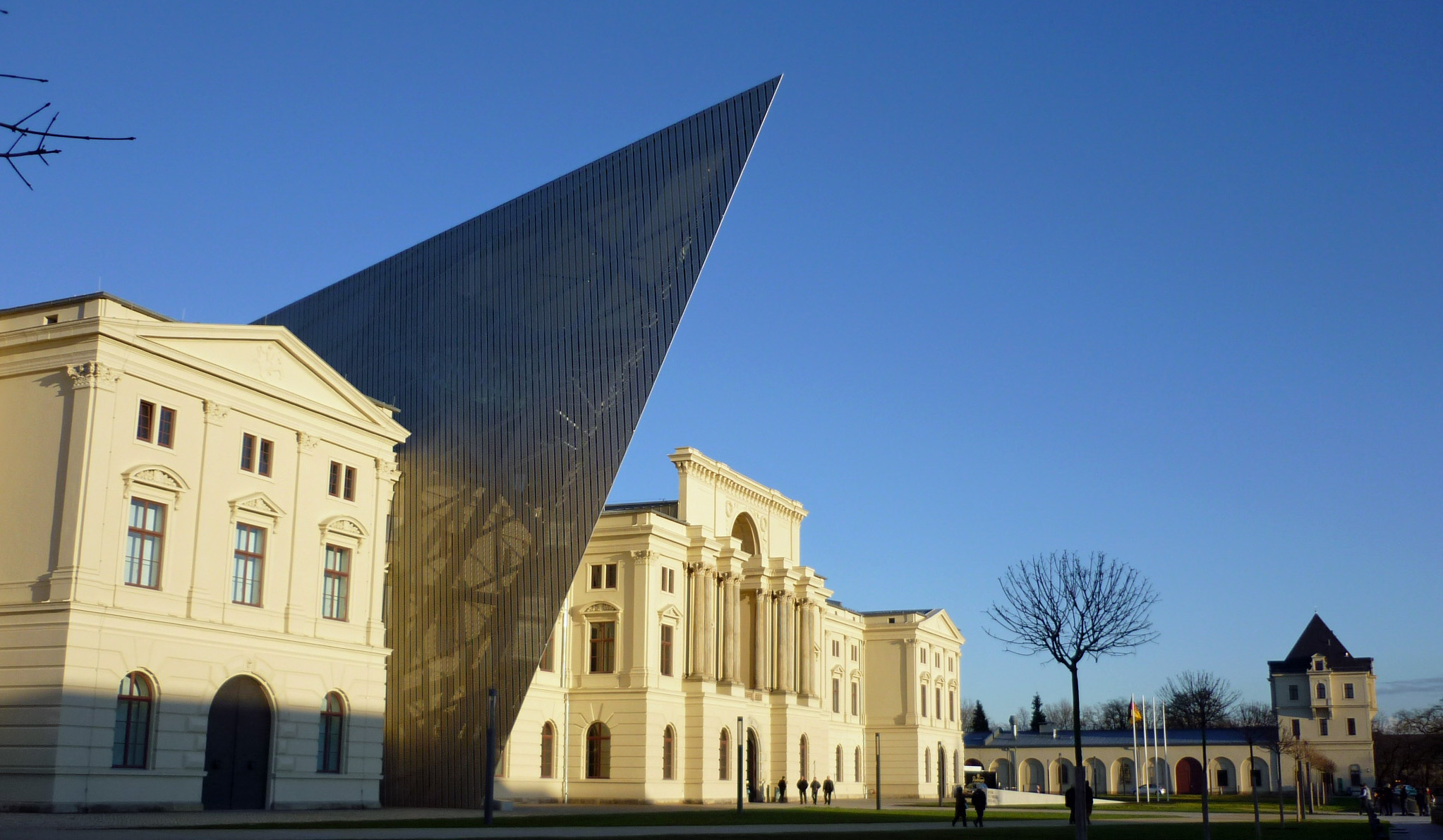
Военно-исторический музей

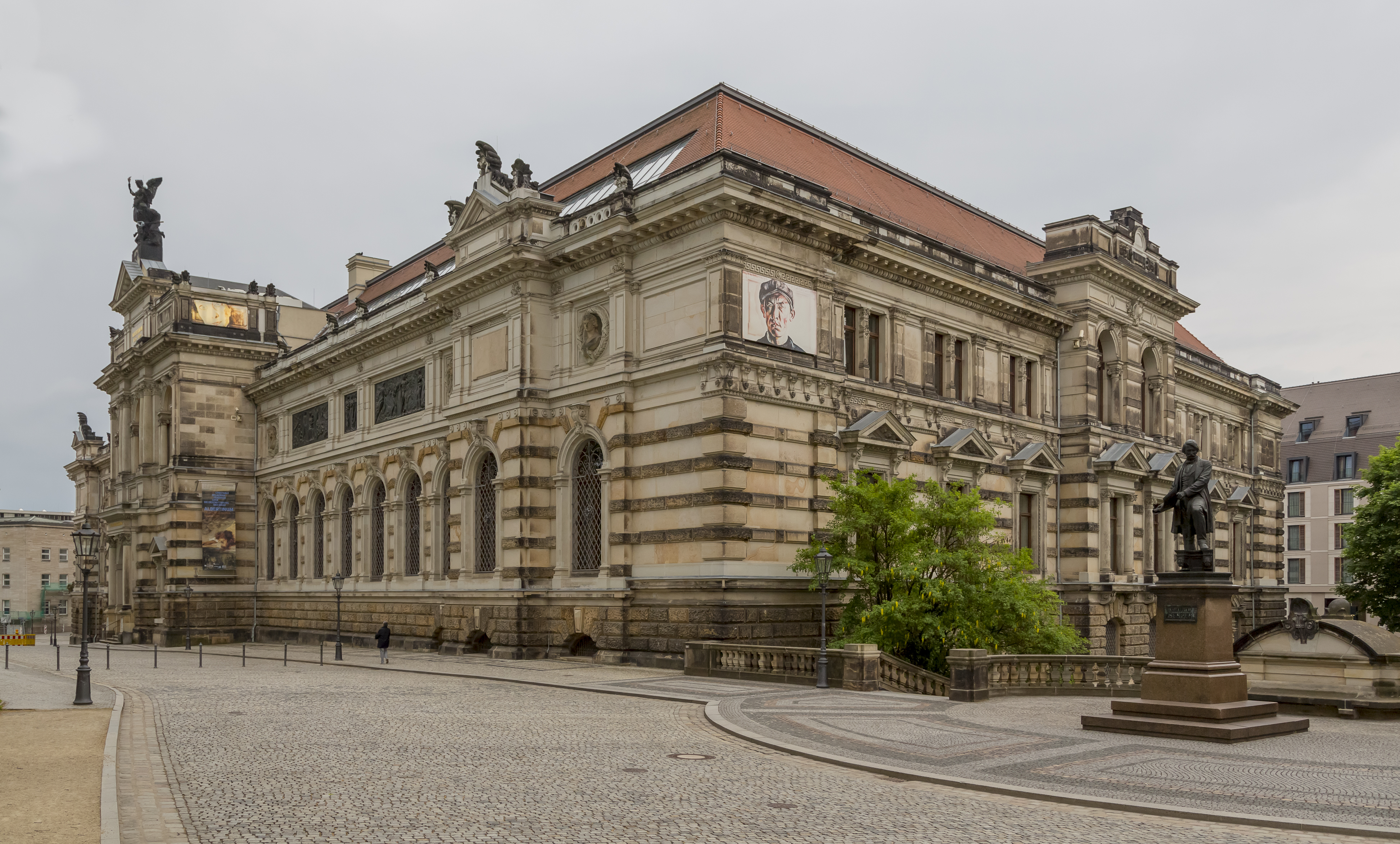
Галерея новых мастеров

1. Дрезденская государственная опера (Земперопер) (Sächsische Staatsoper Dresden), один из самых значительных и крупнейших оперных театров Германии. Имеет малую сцену (Semper Zwei)
2. Дрезденский государственный драматический театр (Staatsschauspiel Dresden), имеет малую сцену (Kleines Haus)
3. Дрезденский государственный театр оперетты (Staatsoperette Dresden)
4. Театр юного зрителя (Theater Junge Generation)
5. Общественный театр (Societaetstheater)
6. Дрезденский театр комедии (Comödie Dresden)
7. Фестивальный театр Хеллерау (Festspielhaus Hellerau)
8. Дрезденский бульварный театр (Boulevardtheater Dresden)
9. Дрезденский кабаре-театр «Булава Геркулеса» (Die Herkuleskeule)

### Оркестры
- Саксонская государственная капелла (1548)
- Дрезденский филармонический оркестр (1870)
- Дрезденский симфонический оркестр (1997)

### Музеи
- Государственные художественные собрания Дрездена, один из самых значительных музейных комплексов в мире, с исключительными по качеству коллекциями живописи, скульптуры, драгоценностей, оружия, фарфора, предметов декоративно-прикладного искусства, в который входят:
  - Галерея старых мастеров
  - Галерея новых мастеров
  - Сокровищница «Зелёный свод»
  - Оружейная палата
  - Турецкая палата
  - Собрание скульптуры
  - Гравюрный кабинет (Дрезден)
  - Нумизматический кабинет
  - Физико-математический салон
  - Собрание фарфора
  - Музей прикладного искусства
- Военно-исторический музей (один из двух крупнейших военных музеев Германии)
- Музей транспорта (в здании манежа Йоханнеум)
- Немецкий музей гигиены
- Кунстхаус
- Дрезденский зоологический музей
- Дрезденский музей минералогии и геологии
- Государственные технические собрания Дрездена
- Дрезденский музей криминологии
- Дрезденская городская галерея
- Дрезденский городской музей
- Музей народного искусства и кукольного театра во дворце Ягерхоф[нем.] (1569—1617)
- Музей Карла Марии фон Вебера
- Музей Юзефа Крашевского
- Музей Иоганна Палича
- Музей Эриха Кестнера
- Дрезденский музей романтизма (Кугельгенхаус)
- Домик Шиллера
- Железнодорожный музей
- Музей Дрезденской крепости
- Дрезденский музей футбола
- Дрезденский музей кукол

### Регулярные культурные мероприятия
- Апрель — Дрезденский фестиваль короткометражных фильмов[нем.]
- Май (10 дней) — («Диксиленд»[нем.]), международный фестиваль джазовой и блюзовой музыки
- Май-июнь — Дрезденский музыкальный фестиваль
- Август (3 дня) — день города
- Декабрь (1,5 месяца — с конца ноября до 24 декабря) — Штрицельмаркт, старейший в Германии и один из самых известных в Европе рождественский рынок.

### Другое
На территории технического университета Дрездена, на юге города, находится Саксонская государственная библиотека, созданная в 1996 году. Она относится к самым большим библиотекам Германии. В ней находится немецкая фототека.

## Образование

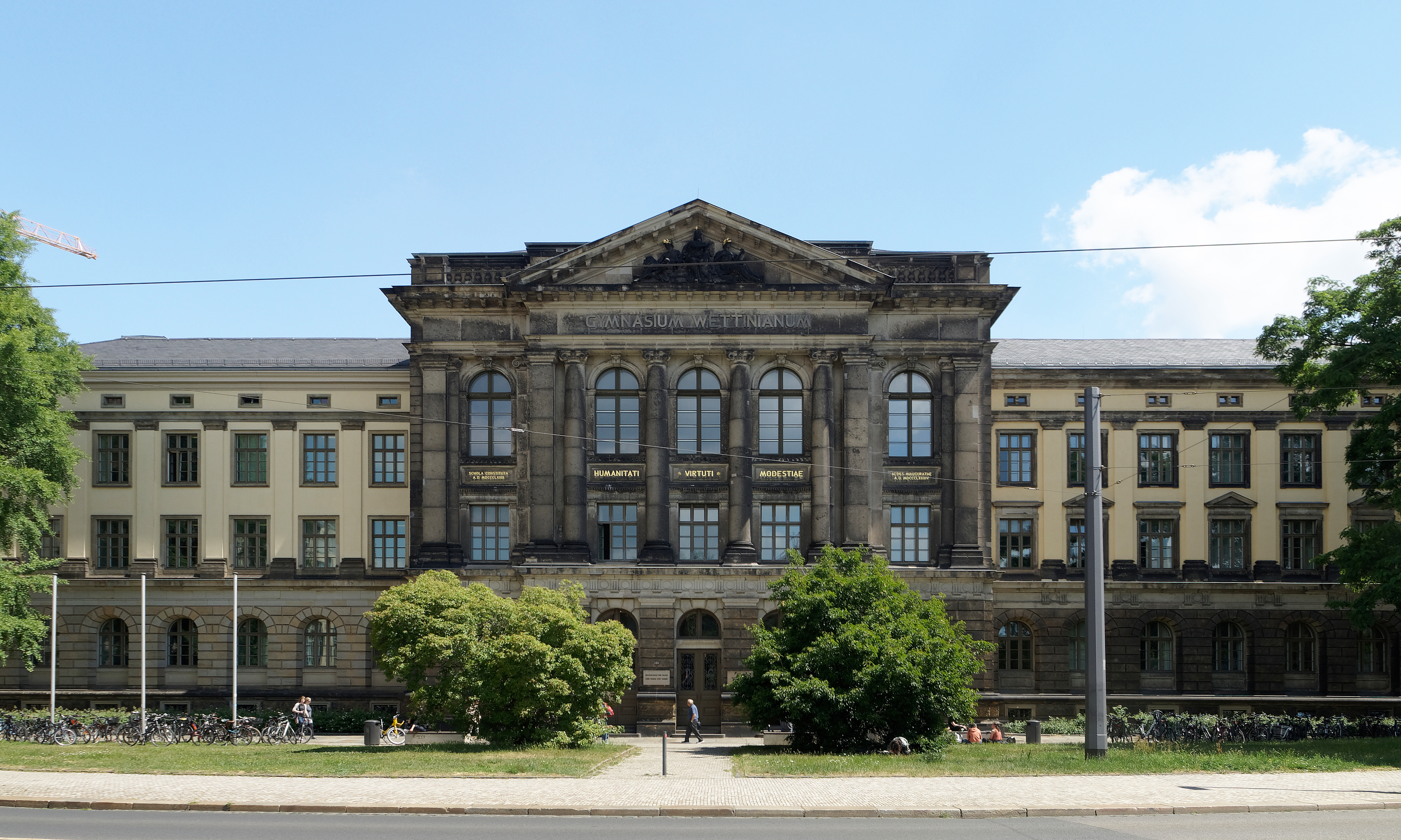
Высшая школа музыки

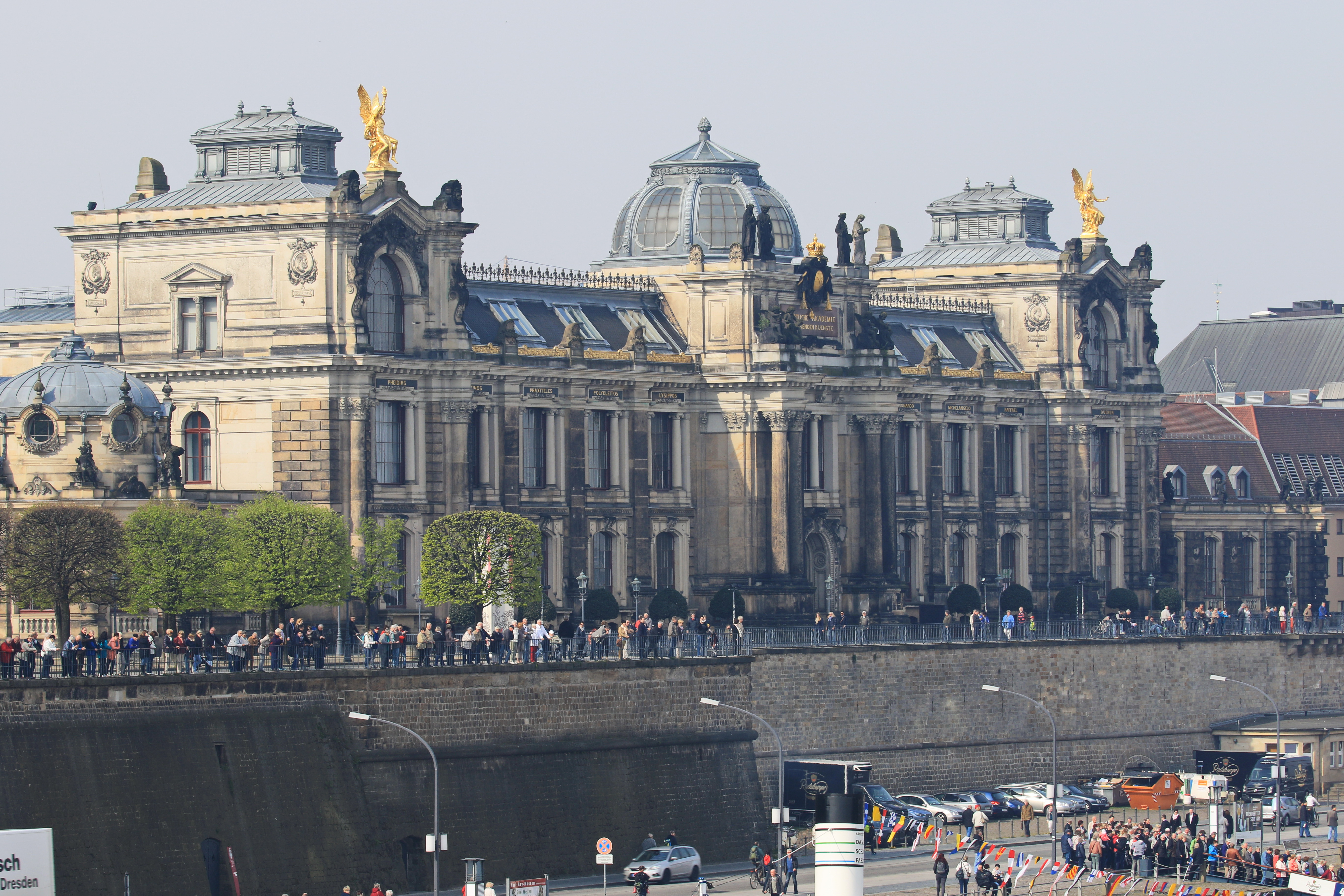
Высшая школа изобразительных искусств

- Дрезденский технический университет (основан в 1828)
- Высшая школа изобразительных искусств (основана в 1764)
- Высшая школа танца имени Греты Палукки (основана в 1925)
- Высшая школа церковной музыки (основана в 1949)
- Высшая школа музыки имени Карла Марии фон Вебера (основана в 1952)
- Евангелическая высшая школа (основана в 1991)
- Дрезденская государственная академия исследований (основана в 1991)
- Высшая школа техники и экономики (основана в 1992)
- Офицерская школа Германской армии (основана в 1956 в Ганновере, с 1998 располагается в Дрездене)
- Дрезденское отделение Мюнхенского института экономических исследований
- Институт комплексного управления материальными потоками и ресурсами Университета ООН
- Институт молекулярной клеточной биологии и генетики Общества Макса Планка
- Институт сложных систем Макса Планка
- Институт исследования полимеров Ассоциации Лейбница

## Города-побратимы
| Ковентри (англ. Coventry), Великобритания (1959) Санкт-Петербург, Россия (1961) Вроцлав (пол. Wrocław), Польша (1959) Скопье (макед. Скопје), Северная Македония (1967) Острава (чеш. Ostrava), Чехия (1971) Браззавиль (фр. и лингала Brazzaville), Республика Конго (1975) Флоренция (итал. Firenze), Италия (1978) Гамбург (нем. Hamburg), Германия (1987) | Роттердам (нидерл. Rotterdam), Нидерланды (1988) Страсбург (фр. Strasbourg), Франция (1990) Зальцбург (нем. Salzburg, Австрия (1991) Колумбус (англ. Columbus), США (1992) Ханчжоу (кит. упр. 杭州, пиньинь Hángzhōu), Китай (2009) |

В честь Дрездена назван астероид (263) Дрезда, открытый в 1886 году.